# Tweede divisie 1961/62/Wedstrijden
De wedstrijden van het Nederlandse Tweede divisie voetbal uit het seizoen 1961/62 was het zesde seizoen van de laagste (semi-)professionele Nederlandse voetbalcompetitie voor mannen. Het seizoen bestond uit 30 speelronden van elk zeven wedstrijden. De competitie begon op 20 augustus 1961 en duurde tot 20 mei 1962.

## Speelronde 1
|                  |                |       |                   |                                                       |
| 3 september 1961 | RCH            | 1 – 1 | Zwartemeer        | Stadion: Sportparklaan, Heemstede Toeschouwers: 7.000 |
| 3 september 1961 | C. Bekkers 28' |       | 29' Tonny Roosken | Stadion: Sportparklaan, Heemstede Toeschouwers: 7.000 |
| 3 september 1961 |                |       |                   | Stadion: Sportparklaan, Heemstede Toeschouwers: 7.000 |
| 3 september 1961 |                |       |                   | Stadion: Sportparklaan, Heemstede Toeschouwers: 7.000 |
|                  |                |       |                   |                                                       |

|                  |     |                                           |          |                                                   |
| 3 september 1961 | UVS | 0 – 3                                     | Tubantia | Stadion: Kikkerpolder, Leiden Toeschouwers: 2.000 |
| 3 september 1961 |     | 17' Arnold Bosch 44', 75' Hennie Spoolder |          | Stadion: Kikkerpolder, Leiden Toeschouwers: 2.000 |
| 3 september 1961 |     |                                           |          | Stadion: Kikkerpolder, Leiden Toeschouwers: 2.000 |
| 3 september 1961 |     |                                           |          | Stadion: Kikkerpolder, Leiden Toeschouwers: 2.000 |
|                  |     |                                           |          |                                                   |

|                  |              |       |               |                                                        |
| 3 september 1961 | EDO          | 1 – 0 | Zwolsche Boys | Stadion: Noordersportpark, Haarlem Toeschouwers: 1.500 |
| 3 september 1961 | Niemeyer 58' |       |               | Stadion: Noordersportpark, Haarlem Toeschouwers: 1.500 |
| 3 september 1961 |              |       |               | Stadion: Noordersportpark, Haarlem Toeschouwers: 1.500 |
| 3 september 1961 |              |       |               | Stadion: Noordersportpark, Haarlem Toeschouwers: 1.500 |
|                  |              |       |               |                                                        |

|                  |     |                                                              |       |                                                     |
| 3 september 1961 | PEC | 0 – 5                                                        | Velox | Stadion: De Vrolijkheid, Zwolle Toeschouwers: 2.000 |
| 3 september 1961 |     | 9', 59', 81' Frans Geurtsen 54' Ben Aarts 85' Dick Nagtegaal |       | Stadion: De Vrolijkheid, Zwolle Toeschouwers: 2.000 |
| 3 september 1961 |     |                                                              |       | Stadion: De Vrolijkheid, Zwolle Toeschouwers: 2.000 |
| 3 september 1961 |     |                                                              |       | Stadion: De Vrolijkheid, Zwolle Toeschouwers: 2.000 |
|                  |     |                                                              |       |                                                     |

|                  |        |                                       |               |                                                       |
| 3 september 1961 | N.E.C. | 0 – 3                                 | De Graafschap | Stadion: Goffertstadion, Nijmegen Toeschouwers: 7.000 |
| 3 september 1961 |        | Jimmy Watton Theo Huls 75' Ap Bosveld |               | Stadion: Goffertstadion, Nijmegen Toeschouwers: 7.000 |
| 3 september 1961 |        |                                       |               | Stadion: Goffertstadion, Nijmegen Toeschouwers: 7.000 |
| 3 september 1961 |        |                                       |               | Stadion: Goffertstadion, Nijmegen Toeschouwers: 7.000 |
|                  |        |                                       |               |                                                       |

|                  |               |       |            |                                                |
| 3 september 1961 | Helmondia '55 | 0 – 0 | Roda Sport | Stadion: De Braak, Helmond Toeschouwers: 2.000 |
| 3 september 1961 |               |       |            | Stadion: De Braak, Helmond Toeschouwers: 2.000 |
| 3 september 1961 |               |       |            | Stadion: De Braak, Helmond Toeschouwers: 2.000 |
| 3 september 1961 |               |       |            | Stadion: De Braak, Helmond Toeschouwers: 2.000 |
|                  |               |       |            |                                                |

|                  |                               |       |                                           |                                                        |
| 3 september 1961 | LONGA                         | 2 – 3 | Oldenzaal                                 | Stadion: Aan de spoorbrug, Tilburg Toeschouwers: 1.500 |
| 3 september 1961 | Jan Druyts 18' Jan Meijer 58' |       | 24', 69' Herman Schouwink 47' Gerrit Plas | Stadion: Aan de spoorbrug, Tilburg Toeschouwers: 1.500 |
| 3 september 1961 |                               |       |                                           | Stadion: Aan de spoorbrug, Tilburg Toeschouwers: 1.500 |
| 3 september 1961 |                               |       |                                           | Stadion: Aan de spoorbrug, Tilburg Toeschouwers: 1.500 |
|                  |                               |       |                                           |                                                        |

## Speelronde 2
|                   |                                                 |       |                                                 |                                                            |
| 10 september 1961 | Zwartemeer                                      | 4 – 3 | N.E.C.                                          | Stadion: Mr. Ovingstraat, Klazienaveen Toeschouwers: 3.000 |
| 10 september 1961 | Harrie Wiegerink Tonny Roosken –', (pen) –', –' |       | Cor Smulders Mari van den Dungen Theo Slijkhuis | Stadion: Mr. Ovingstraat, Klazienaveen Toeschouwers: 3.000 |
| 10 september 1961 |                                                 |       |                                                 | Stadion: Mr. Ovingstraat, Klazienaveen Toeschouwers: 3.000 |
| 10 september 1961 |                                                 |       |                                                 | Stadion: Mr. Ovingstraat, Klazienaveen Toeschouwers: 3.000 |
|                   |                                                 |       |                                                 |                                                            |

|                   |                                                   |       |                      |                                                |
| 10 september 1961 | Tubantia                                          | 4 – 2 | Helmondia '55        | Stadion: Veldwijk, Hengelo Toeschouwers: 4.000 |
| 10 september 1961 | Willy Roters 55', 78' Benny Haghuis 75', (pen) -' |       | 15', 63' Coen Dillen | Stadion: Veldwijk, Hengelo Toeschouwers: 4.000 |
| 10 september 1961 |                                                   |       |                      | Stadion: Veldwijk, Hengelo Toeschouwers: 4.000 |
| 10 september 1961 |                                                   |       |                      | Stadion: Veldwijk, Hengelo Toeschouwers: 4.000 |
|                   |                                                   |       |                      |                                                |

|                   |                              |       |       |                                                        |
| 10 september 1961 | De Graafschap                | 2 – 0 | LONGA | Stadion: De Vijverberg, Doetinchem Toeschouwers: 4.500 |
| 10 september 1961 | Hennie Oonk 50' Jan Roes 82' |       |       | Stadion: De Vijverberg, Doetinchem Toeschouwers: 4.500 |
| 10 september 1961 |                              |       |       | Stadion: De Vijverberg, Doetinchem Toeschouwers: 4.500 |
| 10 september 1961 |                              |       |       | Stadion: De Vijverberg, Doetinchem Toeschouwers: 4.500 |
|                   |                              |       |       |                                                        |

|                   |                                          |       |               |                                                             |
| 10 september 1961 | Zwolsche Boys                            | 2 – 1 | RCH           | Stadion: Gemeentelijk Sportpark, Zwolle Toeschouwers: 3.500 |
| 10 september 1961 | Karel van der Woude 5' Ernst Söllner 49' |       | 23' Ab Koning | Stadion: Gemeentelijk Sportpark, Zwolle Toeschouwers: 3.500 |
| 10 september 1961 |                                          |       |               | Stadion: Gemeentelijk Sportpark, Zwolle Toeschouwers: 3.500 |
| 10 september 1961 |                                          |       |               | Stadion: Gemeentelijk Sportpark, Zwolle Toeschouwers: 3.500 |
|                   |                                          |       |               |                                                             |

|                   |                                                                          |       |                  |                                                  |
| 10 september 1961 | Velox                                                                    | 4 – 1 | UVS              | Stadion: Koningsweg, Utrecht Toeschouwers: 3.000 |
| 10 september 1961 | Willem van Arnhem 19' Ben Aarts 38' Leen Morelisse Hassie Achterberg 75' |       | 12' Gerard Duwel | Stadion: Koningsweg, Utrecht Toeschouwers: 3.000 |
| 10 september 1961 |                                                                          |       |                  | Stadion: Koningsweg, Utrecht Toeschouwers: 3.000 |
| 10 september 1961 |                                                                          |       |                  | Stadion: Koningsweg, Utrecht Toeschouwers: 3.000 |
|                   |                                                                          |       |                  |                                                  |

|                   |            |       |         |                                                         |
| 10 september 1961 | Roda Sport | 0 – 0 | Baronie | Stadion: Jonkerbergstraat, Kerkrade Toeschouwers: 1.500 |
| 10 september 1961 |            |       |         | Stadion: Jonkerbergstraat, Kerkrade Toeschouwers: 1.500 |
| 10 september 1961 |            |       |         | Stadion: Jonkerbergstraat, Kerkrade Toeschouwers: 1.500 |
| 10 september 1961 |            |       |         | Stadion: Jonkerbergstraat, Kerkrade Toeschouwers: 1.500 |
|                   |            |       |         |                                                         |

|                   |                        |       |                 |                                                       |
| 10 september 1961 | Oldenzaal              | 2 – 1 | PEC             | Stadion: Het Heuveltje, Oldenzaal Toeschouwers: 2.500 |
| 10 september 1961 | Johan Beuvink 45', 57' |       | 63' Leo Koopman | Stadion: Het Heuveltje, Oldenzaal Toeschouwers: 2.500 |
| 10 september 1961 |                        |       |                 | Stadion: Het Heuveltje, Oldenzaal Toeschouwers: 2.500 |
| 10 september 1961 |                        |       |                 | Stadion: Het Heuveltje, Oldenzaal Toeschouwers: 2.500 |
|                   |                        |       |                 |                                                       |

## Speelronde 3
|                   |                   |       |               |                                                            |
| 17 september 1961 | Zwartemeer        | 1 – 0 | De Graafschap | Stadion: Mr. Ovingstraat, Klazienaveen Toeschouwers: 4.000 |
| 17 september 1961 | Frank Mijnals 27' |       |               | Stadion: Mr. Ovingstraat, Klazienaveen Toeschouwers: 4.000 |
| 17 september 1961 |                   |       |               | Stadion: Mr. Ovingstraat, Klazienaveen Toeschouwers: 4.000 |
| 17 september 1961 |                   |       |               | Stadion: Mr. Ovingstraat, Klazienaveen Toeschouwers: 4.000 |
|                   |                   |       |               |                                                            |

|                   |                           |       |                       |                                                |
| 17 september 1961 | Helmondia '55             | 2 – 1 | Velox                 | Stadion: De Braak, Helmond Toeschouwers: 2.000 |
| 17 september 1961 | Coen Dillen 9', (pen) 70' |       | 30' Hassie Achterberg | Stadion: De Braak, Helmond Toeschouwers: 2.000 |
| 17 september 1961 |                           |       |                       | Stadion: De Braak, Helmond Toeschouwers: 2.000 |
| 17 september 1961 |                           |       |                       | Stadion: De Braak, Helmond Toeschouwers: 2.000 |
|                   |                           |       |                       |                                                |

|                   |                                                                 |       |                 |                                                     |
| 17 september 1961 | PEC                                                             | 5 – 1 | LONGA           | Stadion: De Vrolijkheid, Zwolle Toeschouwers: 2.000 |
| 17 september 1961 | Jan Brouwer 27' John Abma 43', 56' Theo Kok 73' Leo Koopman 80' |       | 3' Leo Snijders | Stadion: De Vrolijkheid, Zwolle Toeschouwers: 2.000 |
| 17 september 1961 |                                                                 |       |                 | Stadion: De Vrolijkheid, Zwolle Toeschouwers: 2.000 |
| 17 september 1961 |                                                                 |       |                 | Stadion: De Vrolijkheid, Zwolle Toeschouwers: 2.000 |
|                   |                                                                 |       |                 |                                                     |

|                   |                                     |       |                                        |                                                       |
| 17 september 1961 | N.E.C.                              | 2 – 2 | Zwolsche Boys                          | Stadion: Goffertstadion, Nijmegen Toeschouwers: 3.000 |
| 17 september 1961 | Toon Mijling 10' Theo Slijkhuis 83' |       | Karel van der Woude 48' Freek Schutten | Stadion: Goffertstadion, Nijmegen Toeschouwers: 3.000 |
| 17 september 1961 |                                     |       |                                        | Stadion: Goffertstadion, Nijmegen Toeschouwers: 3.000 |
| 17 september 1961 |                                     |       |                                        | Stadion: Goffertstadion, Nijmegen Toeschouwers: 3.000 |
|                   |                                     |       |                                        |                                                       |

|                   |                                            |       |          |                                                   |
| 17 september 1961 | Baronie                                    | 2 – 0 | Tubantia | Stadion: De Blauwe Kei, Breda Toeschouwers: 3.000 |
| 17 september 1961 | Kees Groeneveld Henk van Ierssel (pen) 77' |       |          | Stadion: De Blauwe Kei, Breda Toeschouwers: 3.000 |
| 17 september 1961 |                                            |       |          | Stadion: De Blauwe Kei, Breda Toeschouwers: 3.000 |
| 17 september 1961 |                                            |       |          | Stadion: De Blauwe Kei, Breda Toeschouwers: 3.000 |
|                   |                                            |       |          |                                                   |

|                   |                                          |       |                                   |                                                        |
| 17 september 1961 | EDO                                      | 3 – 3 | Roda Sport                        | Stadion: Noordersportpark, Haarlem Toeschouwers: 2.000 |
| 17 september 1961 | Hans Spiers Niemeyer Robby (Doby) Peters |       | –', –' Hens Fischer Gerard Hoenen | Stadion: Noordersportpark, Haarlem Toeschouwers: 2.000 |
| 17 september 1961 |                                          |       |                                   | Stadion: Noordersportpark, Haarlem Toeschouwers: 2.000 |
| 17 september 1961 |                                          |       |                                   | Stadion: Noordersportpark, Haarlem Toeschouwers: 2.000 |
|                   |                                          |       |                                   |                                                        |

|                   |                                                               |       |           |                                                   |
| 17 september 1961 | UVS                                                           | 3 – 0 | Oldenzaal | Stadion: Kikkerpolder, Leiden Toeschouwers: 4.500 |
| 17 september 1961 | Cees van Leeuwen 29' Wim van Kampen (pen) 51' George Breitner |       |           | Stadion: Kikkerpolder, Leiden Toeschouwers: 4.500 |
| 17 september 1961 |                                                               |       |           | Stadion: Kikkerpolder, Leiden Toeschouwers: 4.500 |
| 17 september 1961 |                                                               |       |           | Stadion: Kikkerpolder, Leiden Toeschouwers: 4.500 |
|                   |                                                               |       |           |                                                   |

## Speelronde 4
|                   |                                                                            |       |     |                                                |
| 24 september 1961 | Tubantia                                                                   | 6 – 0 | EDO | Stadion: Veldwijk, Hengelo Toeschouwers: 4.000 |
| 24 september 1961 | Hennie Spoolder –', –' Frans Olde Riekerink –', –', –' Benny Haghuis (pen) |       |     | Stadion: Veldwijk, Hengelo Toeschouwers: 4.000 |
| 24 september 1961 |                                                                            |       |     | Stadion: Veldwijk, Hengelo Toeschouwers: 4.000 |
| 24 september 1961 |                                                                            |       |     | Stadion: Veldwijk, Hengelo Toeschouwers: 4.000 |
|                   |                                                                            |       |     |                                                |

|                   |                           |       |                                       |                                                        |
| 24 september 1961 | LONGA                     | 2 – 2 | UVS                                   | Stadion: Aan de spoorbrug, Tilburg Toeschouwers: 1.200 |
| 24 september 1961 | Jan Meijer (pen) 72', 87' |       | 5' Jan Verhoeven 65' Cees van Leeuwen | Stadion: Aan de spoorbrug, Tilburg Toeschouwers: 1.200 |
| 24 september 1961 |                           |       |                                       | Stadion: Aan de spoorbrug, Tilburg Toeschouwers: 1.200 |
| 24 september 1961 |                           |       |                                       | Stadion: Aan de spoorbrug, Tilburg Toeschouwers: 1.200 |
|                   |                           |       |                                       |                                                        |

|                   |                           |       |                                      |                                                             |
| 24 september 1961 | Zwolsche Boys             | 1 – 2 | Zwartemeer                           | Stadion: Gemeentelijk Sportpark, Zwolle Toeschouwers: 4.000 |
| 24 september 1961 | Foppe ten Hoor (e.d.) 11' |       | 12' Gerard Lippold 42' Tonny Roosken | Stadion: Gemeentelijk Sportpark, Zwolle Toeschouwers: 4.000 |
| 24 september 1961 |                           |       |                                      | Stadion: Gemeentelijk Sportpark, Zwolle Toeschouwers: 4.000 |
| 24 september 1961 |                           |       |                                      | Stadion: Gemeentelijk Sportpark, Zwolle Toeschouwers: 4.000 |
|                   |                           |       |                                      |                                                             |

|                   |                                                  |       |                     |                                                  |
| 24 september 1961 | Velox                                            | 3 – 1 | Baronie             | Stadion: Koningsweg, Utrecht Toeschouwers: 3.000 |
| 24 september 1961 | Dick Nagtegaal (pen) 30' Frans Geurtsen 65', 86' |       | 26' Kees Groeneveld | Stadion: Koningsweg, Utrecht Toeschouwers: 3.000 |
| 24 september 1961 |                                                  |       |                     | Stadion: Koningsweg, Utrecht Toeschouwers: 3.000 |
| 24 september 1961 |                                                  |       |                     | Stadion: Koningsweg, Utrecht Toeschouwers: 3.000 |
|                   |                                                  |       |                     |                                                  |

|                   |                                         |       |     |                                                        |
| 24 september 1961 | De Graafschap                           | 3 – 0 | PEC | Stadion: De Vijverberg, Doetinchem Toeschouwers: 5.000 |
| 24 september 1961 | Ap Bosveld 55', –' Hennie Oonk (pen) –' |       |     | Stadion: De Vijverberg, Doetinchem Toeschouwers: 5.000 |
| 24 september 1961 |                                         |       |     | Stadion: De Vijverberg, Doetinchem Toeschouwers: 5.000 |
| 24 september 1961 |                                         |       |     | Stadion: De Vijverberg, Doetinchem Toeschouwers: 5.000 |
|                   |                                         |       |     |                                                        |

|                   |                                       |       |                                    |                                                         |
| 24 september 1961 | Roda Sport                            | 3 – 3 | RCH                                | Stadion: Jonkerbergstraat, Kerkrade Toeschouwers: 2.000 |
| 24 september 1961 | Hens Fischer Lothar Logen Piet Giesen |       | –', –' László Nánai Chris Hendriks | Stadion: Jonkerbergstraat, Kerkrade Toeschouwers: 2.000 |
| 24 september 1961 |                                       |       |                                    | Stadion: Jonkerbergstraat, Kerkrade Toeschouwers: 2.000 |
| 24 september 1961 |                                       |       |                                    | Stadion: Jonkerbergstraat, Kerkrade Toeschouwers: 2.000 |
|                   |                                       |       |                                    |                                                         |

|                   |           |                |               |                                                       |
| 24 september 1961 | Oldenzaal | 0 – 1          | Helmondia '55 | Stadion: Het Heuveltje, Oldenzaal Toeschouwers: 2.000 |
| 24 september 1961 |           | 3' Coen Dillen |               | Stadion: Het Heuveltje, Oldenzaal Toeschouwers: 2.000 |
| 24 september 1961 |           |                |               | Stadion: Het Heuveltje, Oldenzaal Toeschouwers: 2.000 |
| 24 september 1961 |           |                |               | Stadion: Het Heuveltje, Oldenzaal Toeschouwers: 2.000 |
|                   |           |                |               |                                                       |

## Speelronde 5
|                |               |       |               |                                                             |
| 1 oktober 1961 | Zwolsche Boys | 0 – 0 | De Graafschap | Stadion: Gemeentelijk Sportpark, Zwolle Toeschouwers: 4.000 |
| 1 oktober 1961 |               |       |               | Stadion: Gemeentelijk Sportpark, Zwolle Toeschouwers: 4.000 |
| 1 oktober 1961 |               |       |               | Stadion: Gemeentelijk Sportpark, Zwolle Toeschouwers: 4.000 |
| 1 oktober 1961 |               |       |               | Stadion: Gemeentelijk Sportpark, Zwolle Toeschouwers: 4.000 |
|                |               |       |               |                                                             |

|                |                                      |       |                                          |                                                        |
| 1 oktober 1961 | EDO                                  | 2 – 2 | Velox                                    | Stadion: Noordersportpark, Haarlem Toeschouwers: 2.500 |
| 1 oktober 1961 | Robby (Doby) Peters Ton Breeuwer 83' |       | 65' Hassie Achterberg 75' Frans Geurtsen | Stadion: Noordersportpark, Haarlem Toeschouwers: 2.500 |
| 1 oktober 1961 |                                      |       |                                          | Stadion: Noordersportpark, Haarlem Toeschouwers: 2.500 |
| 1 oktober 1961 |                                      |       |                                          | Stadion: Noordersportpark, Haarlem Toeschouwers: 2.500 |
|                |                                      |       |                                          |                                                        |

|                |                                       |       |     |                                                   |
| 1 oktober 1961 | UVS                                   | 2 – 0 | PEC | Stadion: Kikkerpolder, Leiden Toeschouwers: 5.100 |
| 1 oktober 1961 | Jan Verhoeven 27' George Breitner 84' |       |     | Stadion: Kikkerpolder, Leiden Toeschouwers: 5.100 |
| 1 oktober 1961 |                                       |       |     | Stadion: Kikkerpolder, Leiden Toeschouwers: 5.100 |
| 1 oktober 1961 |                                       |       |     | Stadion: Kikkerpolder, Leiden Toeschouwers: 5.100 |
|                |                                       |       |     |                                                   |

|                |                    |       |                                                                              |                                                       |
| 1 oktober 1961 | N.E.C.             | 1 – 4 | Roda Sport                                                                   | Stadion: Goffertstadion, Nijmegen Toeschouwers: 4.500 |
| 1 oktober 1961 | Theo Slijkhuis 88' |       | 12' Gerard Hoenen 64' Hens Fischer 86' Lothar Logen 89' (e.d.) Pedro Koolman | Stadion: Goffertstadion, Nijmegen Toeschouwers: 4.500 |
| 1 oktober 1961 |                    |       |                                                                              | Stadion: Goffertstadion, Nijmegen Toeschouwers: 4.500 |
| 1 oktober 1961 |                    |       |                                                                              | Stadion: Goffertstadion, Nijmegen Toeschouwers: 4.500 |
|                |                    |       |                                                                              |                                                       |

|                |                                                                             |       |                                 |                                                   |
| 1 oktober 1961 | Baronie                                                                     | 6 – 2 | Oldenzaal                       | Stadion: De Blauwe Kei, Breda Toeschouwers: 3.500 |
| 1 oktober 1961 | Theo Bilok 5', 44', 78' Kees Groeneveld 43', 68' Henk van Ierssel (pen) 73' |       | 85' Peter Hoomans Gerrit Kuiper | Stadion: De Blauwe Kei, Breda Toeschouwers: 3.500 |
| 1 oktober 1961 |                                                                             |       |                                 | Stadion: De Blauwe Kei, Breda Toeschouwers: 3.500 |
| 1 oktober 1961 |                                                                             |       |                                 | Stadion: De Blauwe Kei, Breda Toeschouwers: 3.500 |
|                |                                                                             |       |                                 |                                                   |

|                |                    |       |          |                                                       |
| 1 oktober 1961 | RCH                | 1 – 0 | Tubantia | Stadion: Sportparklaan, Heemstede Toeschouwers: 2.500 |
| 1 oktober 1961 | Chris Hendriks 10' |       |          | Stadion: Sportparklaan, Heemstede Toeschouwers: 2.500 |
| 1 oktober 1961 |                    |       |          | Stadion: Sportparklaan, Heemstede Toeschouwers: 2.500 |
| 1 oktober 1961 |                    |       |          | Stadion: Sportparklaan, Heemstede Toeschouwers: 2.500 |
|                |                    |       |          |                                                       |

|                |                    |       |                                                         |                                                |
| 1 oktober 1961 | Helmondia '55      | 2 – 3 | LONGA                                                   | Stadion: De Braak, Helmond Toeschouwers: 3.500 |
| 1 oktober 1961 | Coen Dillen –', –' |       | 3' Louis de Zwart 11' Gerard Spanings 55' Jan Paulissen | Stadion: De Braak, Helmond Toeschouwers: 3.500 |
| 1 oktober 1961 |                    |       |                                                         | Stadion: De Braak, Helmond Toeschouwers: 3.500 |
| 1 oktober 1961 |                    |       |                                                         | Stadion: De Braak, Helmond Toeschouwers: 3.500 |
|                |                    |       |                                                         |                                                |

## Speelronde 6
|                |                    |       |                                                           |                                                  |
| 8 oktober 1961 | Velox              | 1 – 3 | RCH                                                       | Stadion: Koningsweg, Utrecht Toeschouwers: 3.500 |
| 8 oktober 1961 | Dick Nagtegaal 75' |       | 10' C. Bekkers 51' (e.d.) Joop Jochems 90' Chris Hendriks | Stadion: Koningsweg, Utrecht Toeschouwers: 3.500 |
| 8 oktober 1961 |                    |       |                                                           | Stadion: Koningsweg, Utrecht Toeschouwers: 3.500 |
| 8 oktober 1961 |                    |       |                                                           | Stadion: Koningsweg, Utrecht Toeschouwers: 3.500 |
|                |                    |       |                                                           |                                                  |

|                |                                    |       |                                                                    |                                                     |
| 8 oktober 1961 | PEC                                | 2 – 4 | Helmondia '55                                                      | Stadion: De Vrolijkheid, Zwolle Toeschouwers: 3.000 |
| 8 oktober 1961 | Jan Westerbeek 21' Leo Koopman 64' |       | 11', 33' Theo Spierings 13' (pen) Coen Dillen 70' Harry van de Ven | Stadion: De Vrolijkheid, Zwolle Toeschouwers: 3.000 |
| 8 oktober 1961 |                                    |       |                                                                    | Stadion: De Vrolijkheid, Zwolle Toeschouwers: 3.000 |
| 8 oktober 1961 |                                    |       |                                                                    | Stadion: De Vrolijkheid, Zwolle Toeschouwers: 3.000 |
|                |                                    |       |                                                                    |                                                     |

|                |                           |       |            |                                                         |
| 8 oktober 1961 | Roda Sport                | 1 – 0 | Zwartemeer | Stadion: Jonkerbergstraat, Kerkrade Toeschouwers: 2.500 |
| 8 oktober 1961 | Foppe ten Hoor (e.d.) 42' |       |            | Stadion: Jonkerbergstraat, Kerkrade Toeschouwers: 2.500 |
| 8 oktober 1961 |                           |       |            | Stadion: Jonkerbergstraat, Kerkrade Toeschouwers: 2.500 |
| 8 oktober 1961 |                           |       |            | Stadion: Jonkerbergstraat, Kerkrade Toeschouwers: 2.500 |
|                |                           |       |            |                                                         |

|                |           |                                      |     |                                                       |
| 8 oktober 1961 | Oldenzaal | 0 – 2                                | EDO | Stadion: Het Heuveltje, Oldenzaal Toeschouwers: 2.500 |
| 8 oktober 1961 |           | 48' Ton Breeuwer 70' van der Smissen |     | Stadion: Het Heuveltje, Oldenzaal Toeschouwers: 2.500 |
| 8 oktober 1961 |           |                                      |     | Stadion: Het Heuveltje, Oldenzaal Toeschouwers: 2.500 |
| 8 oktober 1961 |           |                                      |     | Stadion: Het Heuveltje, Oldenzaal Toeschouwers: 2.500 |
|                |           |                                      |     |                                                       |

|                |                 |       |                      |                                                        |
| 8 oktober 1961 | De Graafschap   | 1 – 1 | UVS                  | Stadion: De Vijverberg, Doetinchem Toeschouwers: 5.500 |
| 8 oktober 1961 | Hennie Oonk 61' |       | 57' Cees van Leeuwen | Stadion: De Vijverberg, Doetinchem Toeschouwers: 5.500 |
| 8 oktober 1961 |                 |       |                      | Stadion: De Vijverberg, Doetinchem Toeschouwers: 5.500 |
| 8 oktober 1961 |                 |       |                      | Stadion: De Vijverberg, Doetinchem Toeschouwers: 5.500 |
|                |                 |       |                      |                                                        |

|                |                     |       |                                     |                                                |
| 8 oktober 1961 | Tubantia            | 1 – 4 | N.E.C.                              | Stadion: Veldwijk, Hengelo Toeschouwers: 3.500 |
| 8 oktober 1961 | Hennie Spoolder 70' |       | Cees Kick 6', –', –' Theo Slijkhuis | Stadion: Veldwijk, Hengelo Toeschouwers: 3.500 |
| 8 oktober 1961 |                     |       |                                     | Stadion: Veldwijk, Hengelo Toeschouwers: 3.500 |
| 8 oktober 1961 |                     |       |                                     | Stadion: Veldwijk, Hengelo Toeschouwers: 3.500 |
|                |                     |       |                                     |                                                |

|                |                |       |                                     |                                                        |
| 8 oktober 1961 | LONGA          | 1 – 2 | Baronie                             | Stadion: Aan de spoorbrug, Tilburg Toeschouwers: 2.000 |
| 8 oktober 1961 | Jan Druyts 79' |       | 65' Frans Remie 66' Kees Groeneveld | Stadion: Aan de spoorbrug, Tilburg Toeschouwers: 2.000 |
| 8 oktober 1961 |                |       |                                     | Stadion: Aan de spoorbrug, Tilburg Toeschouwers: 2.000 |
| 8 oktober 1961 |                |       |                                     | Stadion: Aan de spoorbrug, Tilburg Toeschouwers: 2.000 |
|                |                |       |                                     |                                                        |

## Speelronde 7
|                  |                                         |       |                        |                                                |
| 20 augustus 1961 | Helmondia '55                           | 2 – 1 | UVS                    | Stadion: De Braak, Helmond Toeschouwers: 3.000 |
| 20 augustus 1961 | Harry van de Ven 56' Theo Spierings 71' |       | 88' Piet van der Lippe | Stadion: De Braak, Helmond Toeschouwers: 3.000 |
| 20 augustus 1961 |                                         |       |                        | Stadion: De Braak, Helmond Toeschouwers: 3.000 |
| 20 augustus 1961 |                                         |       |                        | Stadion: De Braak, Helmond Toeschouwers: 3.000 |
|                  |                                         |       |                        |                                                |

|                 |                   |       |                                     |                                                             |
| 15 oktober 1961 | Zwolsche Boys     | 1 – 2 | Roda Sport                          | Stadion: Gemeentelijk Sportpark, Zwolle Toeschouwers: 5.000 |
| 15 oktober 1961 | Ernst Söllner 34' |       | 6' Hens Fischer 84' Sjef Rademacher | Stadion: Gemeentelijk Sportpark, Zwolle Toeschouwers: 5.000 |
| 15 oktober 1961 |                   |       |                                     | Stadion: Gemeentelijk Sportpark, Zwolle Toeschouwers: 5.000 |
| 15 oktober 1961 |                   |       |                                     | Stadion: Gemeentelijk Sportpark, Zwolle Toeschouwers: 5.000 |
|                 |                   |       |                                     |                                                             |

|                 |     |       |           |                                                       |
| 15 oktober 1961 | RCH | 0 – 0 | Oldenzaal | Stadion: Sportparklaan, Heemstede Toeschouwers: 3.500 |
| 15 oktober 1961 |     |       |           | Stadion: Sportparklaan, Heemstede Toeschouwers: 3.500 |
| 15 oktober 1961 |     |       |           | Stadion: Sportparklaan, Heemstede Toeschouwers: 3.500 |
| 15 oktober 1961 |     |       |           | Stadion: Sportparklaan, Heemstede Toeschouwers: 3.500 |
|                 |     |       |           |                                                       |

|                 |            |       |          |                                                            |
| 15 oktober 1961 | Zwartemeer | 0 – 0 | Tubantia | Stadion: Mr. Ovingstraat, Klazienaveen Toeschouwers: 3.500 |
| 15 oktober 1961 |            |       |          | Stadion: Mr. Ovingstraat, Klazienaveen Toeschouwers: 3.500 |
| 15 oktober 1961 |            |       |          | Stadion: Mr. Ovingstraat, Klazienaveen Toeschouwers: 3.500 |
| 15 oktober 1961 |            |       |          | Stadion: Mr. Ovingstraat, Klazienaveen Toeschouwers: 3.500 |
|                 |            |       |          |                                                            |

|                 |                                                                  |       |                                      |                                                        |
| 15 oktober 1961 | EDO                                                              | 5 – 4 | LONGA                                | Stadion: Noordersportpark, Haarlem Toeschouwers: 2.500 |
| 15 oktober 1961 | Robby (Doby) Peters –', 55' van der Smissen Ton Breeuwer –', 67' |       | Gerard Spanings –', –', 86' Jef Maas | Stadion: Noordersportpark, Haarlem Toeschouwers: 2.500 |
| 15 oktober 1961 |                                                                  |       |                                      | Stadion: Noordersportpark, Haarlem Toeschouwers: 2.500 |
| 15 oktober 1961 |                                                                  |       |                                      | Stadion: Noordersportpark, Haarlem Toeschouwers: 2.500 |
|                 |                                                                  |       |                                      |                                                        |

|                 |                                       |       |                    |                                                       |
| 15 oktober 1961 | N.E.C.                                | 2 – 1 | Velox              | Stadion: Goffertstadion, Nijmegen Toeschouwers: 7.000 |
| 15 oktober 1961 | Jan van Boxtel 28' Theo Slijkhuis 35' |       | 49' Leen Morelisse | Stadion: Goffertstadion, Nijmegen Toeschouwers: 7.000 |
| 15 oktober 1961 |                                       |       |                    | Stadion: Goffertstadion, Nijmegen Toeschouwers: 7.000 |
| 15 oktober 1961 |                                       |       |                    | Stadion: Goffertstadion, Nijmegen Toeschouwers: 7.000 |
|                 |                                       |       |                    |                                                       |

|                 |                           |       |               |                                                   |
| 15 oktober 1961 | Baronie                   | 1 – 1 | PEC           | Stadion: De Blauwe Kei, Breda Toeschouwers: 3.000 |
| 15 oktober 1961 | Homme Siebenga (e.d.) 90' |       | 20' John Abma | Stadion: De Blauwe Kei, Breda Toeschouwers: 3.000 |
| 15 oktober 1961 |                           |       |               | Stadion: De Blauwe Kei, Breda Toeschouwers: 3.000 |
| 15 oktober 1961 |                           |       |               | Stadion: De Blauwe Kei, Breda Toeschouwers: 3.000 |
|                 |                           |       |               |                                                   |

## Speelronde 8
|                 |                                       |       |        |                                                       |
| 29 oktober 1961 | Oldenzaal                             | 2 – 0 | N.E.C. | Stadion: Het Heuveltje, Oldenzaal Toeschouwers: 2.000 |
| 29 oktober 1961 | Peter Hoomans (pen) 32' Henk Kalsbeek |       |        | Stadion: Het Heuveltje, Oldenzaal Toeschouwers: 2.000 |
| 29 oktober 1961 |                                       |       |        | Stadion: Het Heuveltje, Oldenzaal Toeschouwers: 2.000 |
| 29 oktober 1961 |                                       |       |        | Stadion: Het Heuveltje, Oldenzaal Toeschouwers: 2.000 |
|                 |                                       |       |        |                                                       |

|                 |                        |       |                |                                                   |
| 29 oktober 1961 | UVS                    | 2 – 1 | Baronie        | Stadion: Kikkerpolder, Leiden Toeschouwers: 3.000 |
| 29 oktober 1961 | Jan Verhoeven 32', 85' |       | 65' Theo Bilok | Stadion: Kikkerpolder, Leiden Toeschouwers: 3.000 |
| 29 oktober 1961 |                        |       |                | Stadion: Kikkerpolder, Leiden Toeschouwers: 3.000 |
| 29 oktober 1961 |                        |       |                | Stadion: Kikkerpolder, Leiden Toeschouwers: 3.000 |
|                 |                        |       |                |                                                   |

|                 |                                              |       |                   |                                                |
| 29 oktober 1961 | Tubantia                                     | 3 – 1 | Zwolsche Boys     | Stadion: Veldwijk, Hengelo Toeschouwers: 3.000 |
| 29 oktober 1961 | Frans Olde Riekerink 34' Ton Dekker 39', 60' |       | 52' Henk Overmars | Stadion: Veldwijk, Hengelo Toeschouwers: 3.000 |
| 29 oktober 1961 |                                              |       |                   | Stadion: Veldwijk, Hengelo Toeschouwers: 3.000 |
| 29 oktober 1961 |                                              |       |                   | Stadion: Veldwijk, Hengelo Toeschouwers: 3.000 |
|                 |                                              |       |                   |                                                |

|                 |                |       |     |                                                        |
| 29 oktober 1961 | LONGA          | 1 – 0 | RCH | Stadion: Aan de spoorbrug, Tilburg Toeschouwers: 1.200 |
| 29 oktober 1961 | Jan Meijer 88' |       |     | Stadion: Aan de spoorbrug, Tilburg Toeschouwers: 1.200 |
| 29 oktober 1961 |                |       |     | Stadion: Aan de spoorbrug, Tilburg Toeschouwers: 1.200 |
| 29 oktober 1961 |                |       |     | Stadion: Aan de spoorbrug, Tilburg Toeschouwers: 1.200 |
|                 |                |       |     |                                                        |

|                 |               |       |                                               |                                                        |
| 29 oktober 1961 | De Graafschap | 1 – 4 | Helmondia '55                                 | Stadion: De Vijverberg, Doetinchem Toeschouwers: 4.500 |
| 29 oktober 1961 | Theo Huls     |       | 20', –', –' Coen Dillen Gerard van de Kerkhof | Stadion: De Vijverberg, Doetinchem Toeschouwers: 4.500 |
| 29 oktober 1961 |               |       |                                               | Stadion: De Vijverberg, Doetinchem Toeschouwers: 4.500 |
| 29 oktober 1961 |               |       |                                               | Stadion: De Vijverberg, Doetinchem Toeschouwers: 4.500 |
|                 |               |       |                                               |                                                        |

|                 |                                                                           |       |                                                  |                                                  |
| 29 oktober 1961 | Velox                                                                     | 5 – 3 | Zwartemeer                                       | Stadion: Koningsweg, Utrecht Toeschouwers: 2.500 |
| 29 oktober 1961 | Frans Geurtsen 7', 81' Co Alflen Leen Morelisse 48' Hassie Achterberg 78' |       | 1' Hayo de Hoop 82' Tonny Roosken Gerald Lippold | Stadion: Koningsweg, Utrecht Toeschouwers: 2.500 |
| 29 oktober 1961 |                                                                           |       |                                                  | Stadion: Koningsweg, Utrecht Toeschouwers: 2.500 |
| 29 oktober 1961 |                                                                           |       |                                                  | Stadion: Koningsweg, Utrecht Toeschouwers: 2.500 |
|                 |                                                                           |       |                                                  |                                                  |

|                 |                                               |       |                                        |                                                     |
| 29 oktober 1961 | PEC                                           | 3 – 2 | EDO                                    | Stadion: De Vrolijkheid, Zwolle Toeschouwers: 2.000 |
| 29 oktober 1961 | Jan Brouwer 37' John Abma 48' Leo Koopman 62' |       | 4' Robby (Doby) Peters 76' Hans Spiers | Stadion: De Vrolijkheid, Zwolle Toeschouwers: 2.000 |
| 29 oktober 1961 |                                               |       |                                        | Stadion: De Vrolijkheid, Zwolle Toeschouwers: 2.000 |
| 29 oktober 1961 |                                               |       |                                        | Stadion: De Vrolijkheid, Zwolle Toeschouwers: 2.000 |
|                 |                                               |       |                                        |                                                     |

## Speelronde 9
|                 |                   |       |                                          |                                                             |
| 5 november 1961 | Zwolsche Boys     | 1 – 2 | Velox                                    | Stadion: Gemeentelijk Sportpark, Zwolle Toeschouwers: 3.500 |
| 5 november 1961 | Ernst Söllner 59' |       | 38' Frans Geurtsen 64' Hassie Achterberg | Stadion: Gemeentelijk Sportpark, Zwolle Toeschouwers: 3.500 |
| 5 november 1961 |                   |       |                                          | Stadion: Gemeentelijk Sportpark, Zwolle Toeschouwers: 3.500 |
| 5 november 1961 |                   |       |                                          | Stadion: Gemeentelijk Sportpark, Zwolle Toeschouwers: 3.500 |
|                 |                   |       |                                          |                                                             |

|                 |                  |       |                                                       |                                                       |
| 5 november 1961 | RCH              | 1 – 3 | PEC                                                   | Stadion: Sportparklaan, Heemstede Toeschouwers: 2.500 |
| 5 november 1961 | Piet Brouwer 57' |       | 24' Jan Brouwer 85' Leo Koopman 90' (e.d.) Jan Honout | Stadion: Sportparklaan, Heemstede Toeschouwers: 2.500 |
| 5 november 1961 |                  |       |                                                       | Stadion: Sportparklaan, Heemstede Toeschouwers: 2.500 |
| 5 november 1961 |                  |       |                                                       | Stadion: Sportparklaan, Heemstede Toeschouwers: 2.500 |
|                 |                  |       |                                                       |                                                       |

|                 |                            |       |     |                                                        |
| 5 november 1961 | EDO                        | 2 – 0 | UVS | Stadion: Noordersportpark, Haarlem Toeschouwers: 3.800 |
| 5 november 1961 | Doby Peters 70', (pen) 81' |       |     | Stadion: Noordersportpark, Haarlem Toeschouwers: 3.800 |
| 5 november 1961 |                            |       |     | Stadion: Noordersportpark, Haarlem Toeschouwers: 3.800 |
| 5 november 1961 |                            |       |     | Stadion: Noordersportpark, Haarlem Toeschouwers: 3.800 |
|                 |                            |       |     |                                                        |

|                 |                   |       |               |                                                         |
| 5 november 1961 | Roda Sport        | 1 – 0 | De Graafschap | Stadion: Jonkerbergstraat, Kerkrade Toeschouwers: 2.000 |
| 5 november 1961 | Gerard Hoenen 85' |       |               | Stadion: Jonkerbergstraat, Kerkrade Toeschouwers: 2.000 |
| 5 november 1961 |                   |       |               | Stadion: Jonkerbergstraat, Kerkrade Toeschouwers: 2.000 |
| 5 november 1961 |                   |       |               | Stadion: Jonkerbergstraat, Kerkrade Toeschouwers: 2.000 |
|                 |                   |       |               |                                                         |

|                 |                  |       |                     |                                                       |
| 5 november 1961 | N.E.C.           | 1 – 1 | LONGA               | Stadion: Goffertstadion, Nijmegen Toeschouwers: 4.500 |
| 5 november 1961 | Cor Smulders 20' |       | 55' Gerard Spanings | Stadion: Goffertstadion, Nijmegen Toeschouwers: 4.500 |
| 5 november 1961 |                  |       |                     | Stadion: Goffertstadion, Nijmegen Toeschouwers: 4.500 |
| 5 november 1961 |                  |       |                     | Stadion: Goffertstadion, Nijmegen Toeschouwers: 4.500 |
|                 |                  |       |                     |                                                       |

|                 |                                     |       |                                          |                                                   |
| 5 november 1961 | Baronie                             | 3 – 2 | Helmondia '55                            | Stadion: De Blauwe Kei, Breda Toeschouwers: 3.500 |
| 5 november 1961 | Theo Bilok 10', 59' Frans Remie 90' |       | 8' Coen Dillen 17' Gerard van de Kerkhof | Stadion: De Blauwe Kei, Breda Toeschouwers: 3.500 |
| 5 november 1961 |                                     |       |                                          | Stadion: De Blauwe Kei, Breda Toeschouwers: 3.500 |
| 5 november 1961 |                                     |       |                                          | Stadion: De Blauwe Kei, Breda Toeschouwers: 3.500 |
|                 |                                     |       |                                          |                                                   |

|                  |                    |       |                                  |                                                          |
| 12 november 1961 | Zwartemeer         | 1 – 2 | Oldenzaal                        | Stadion: Mr. Ovingstraat, Klazienaveen Toeschouwers: 800 |
| 12 november 1961 | Gerard Lippold 30' |       | Peter Hoomans 75' Hennie Koopman | Stadion: Mr. Ovingstraat, Klazienaveen Toeschouwers: 800 |
| 12 november 1961 |                    |       |                                  | Stadion: Mr. Ovingstraat, Klazienaveen Toeschouwers: 800 |
| 12 november 1961 |                    |       |                                  | Stadion: Mr. Ovingstraat, Klazienaveen Toeschouwers: 800 |
|                  |                    |       |                                  |                                                          |

## Speelronde 10
|                  |                                                  |       |            |                                                |
| 19 november 1961 | Tubantia                                         | 3 – 0 | Roda Sport | Stadion: Veldwijk, Hengelo Toeschouwers: 4.000 |
| 19 november 1961 | Willy Roters 47', 70' Frans Olde Riekerink > 79' |       |            | Stadion: Veldwijk, Hengelo Toeschouwers: 4.000 |
| 19 november 1961 |                                                  |       |            | Stadion: Veldwijk, Hengelo Toeschouwers: 4.000 |
| 19 november 1961 |                                                  |       |            | Stadion: Veldwijk, Hengelo Toeschouwers: 4.000 |
|                  |                                                  |       |            |                                                |

|                  |                                 |       |                                      |                                                     |
| 19 november 1961 | PEC                             | 2 – 2 | N.E.C.                               | Stadion: De Vrolijkheid, Zwolle Toeschouwers: 3.000 |
| 19 november 1961 | Leo Koopman 32' Jan Brouwer 84' |       | 72' Tini van Reeken 74' Cor Smulders | Stadion: De Vrolijkheid, Zwolle Toeschouwers: 3.000 |
| 19 november 1961 |                                 |       |                                      | Stadion: De Vrolijkheid, Zwolle Toeschouwers: 3.000 |
| 19 november 1961 |                                 |       |                                      | Stadion: De Vrolijkheid, Zwolle Toeschouwers: 3.000 |
|                  |                                 |       |                                      |                                                     |

|                  |                 |       |                                                          |                                                        |
| 19 november 1961 | De Graafschap   | 2 – 3 | Baronie                                                  | Stadion: De Vijverberg, Doetinchem Toeschouwers: 3.000 |
| 19 november 1961 | Paul Vet –', –' |       | 2' Kees Groeneveld 10' Henny Soffers 11' Ben van Ierssel | Stadion: De Vijverberg, Doetinchem Toeschouwers: 3.000 |
| 19 november 1961 |                 |       |                                                          | Stadion: De Vijverberg, Doetinchem Toeschouwers: 3.000 |
| 19 november 1961 |                 |       |                                                          | Stadion: De Vijverberg, Doetinchem Toeschouwers: 3.000 |
|                  |                 |       |                                                          |                                                        |

|                  |                                       |       |               |                                                       |
| 19 november 1961 | Oldenzaal                             | 2 – 1 | Zwolsche Boys | Stadion: Het Heuveltje, Oldenzaal Toeschouwers: 1.000 |
| 19 november 1961 | Bennie Stuvenfolt 26' Gerrit Plas 90' |       | Rein van Veen | Stadion: Het Heuveltje, Oldenzaal Toeschouwers: 1.000 |
| 19 november 1961 |                                       |       |               | Stadion: Het Heuveltje, Oldenzaal Toeschouwers: 1.000 |
| 19 november 1961 |                                       |       |               | Stadion: Het Heuveltje, Oldenzaal Toeschouwers: 1.000 |
|                  |                                       |       |               |                                                       |

|                  |                                          |       |                |                                                   |
| 19 november 1961 | UVS                                      | 2 – 1 | RCH            | Stadion: Kikkerpolder, Leiden Toeschouwers: 4.500 |
| 19 november 1961 | Koos van Weerlee 32' George Breitner 87' |       | 82' R. Blokker | Stadion: Kikkerpolder, Leiden Toeschouwers: 4.500 |
| 19 november 1961 |                                          |       |                | Stadion: Kikkerpolder, Leiden Toeschouwers: 4.500 |
| 19 november 1961 |                                          |       |                | Stadion: Kikkerpolder, Leiden Toeschouwers: 4.500 |
|                  |                                          |       |                |                                                   |

|                  |       |                             |            |                                                        |
| 19 november 1961 | LONGA | 0 – 1                       | Zwartemeer | Stadion: Aan de spoorbrug, Tilburg Toeschouwers: 1.300 |
| 19 november 1961 |       | 48' (e.d.) Frans van de Ven |            | Stadion: Aan de spoorbrug, Tilburg Toeschouwers: 1.300 |
| 19 november 1961 |       |                             |            | Stadion: Aan de spoorbrug, Tilburg Toeschouwers: 1.300 |
| 19 november 1961 |       |                             |            | Stadion: Aan de spoorbrug, Tilburg Toeschouwers: 1.300 |
|                  |       |                             |            |                                                        |

|                  |                                             |       |                      |                                                |
| 19 november 1961 | Helmondia '55                               | 3 – 2 | EDO                  | Stadion: De Braak, Helmond Toeschouwers: 2.500 |
| 19 november 1961 | Gerard van de Kerkhof –', –' Theo Spierings |       | –', –' H. van Beekum | Stadion: De Braak, Helmond Toeschouwers: 2.500 |
| 19 november 1961 |                                             |       |                      | Stadion: De Braak, Helmond Toeschouwers: 2.500 |
| 19 november 1961 |                                             |       |                      | Stadion: De Braak, Helmond Toeschouwers: 2.500 |
|                  |                                             |       |                      |                                                |

## Speelronde 11
|                  |            |       |                     |                                                |
| 26 november 1961 | Tubantia   | 1 – 2 | De Graafschap       | Stadion: Veldwijk, Hengelo Toeschouwers: 3.500 |
| 26 november 1961 | Klaas Snip |       | –', 64' Hennie Oonk | Stadion: Veldwijk, Hengelo Toeschouwers: 3.500 |
| 26 november 1961 |            |       |                     | Stadion: Veldwijk, Hengelo Toeschouwers: 3.500 |
| 26 november 1961 |            |       |                     | Stadion: Veldwijk, Hengelo Toeschouwers: 3.500 |
|                  |            |       |                     |                                                |

|                  |              |       |                                    |                                                            |
| 26 november 1961 | Zwartemeer   | 1 – 2 | PEC                                | Stadion: Mr. Ovingstraat, Klazienaveen Toeschouwers: 2.500 |
| 26 november 1961 | Jan Smit 86' |       | 43' Wannie Sterken 50' Jan Brouwer | Stadion: Mr. Ovingstraat, Klazienaveen Toeschouwers: 2.500 |
| 26 november 1961 |              |       |                                    | Stadion: Mr. Ovingstraat, Klazienaveen Toeschouwers: 2.500 |
| 26 november 1961 |              |       |                                    | Stadion: Mr. Ovingstraat, Klazienaveen Toeschouwers: 2.500 |
|                  |              |       |                                    |                                                            |

|                  |                              |       |                                             |                                                        |
| 26 november 1961 | EDO                          | 2 – 3 | Baronie                                     | Stadion: Noordersportpark, Haarlem Toeschouwers: 2.500 |
| 26 november 1961 | H. van Beekum 51' Nijman 69' |       | 27' Henny Soffers Koos Sins Kees Groeneveld | Stadion: Noordersportpark, Haarlem Toeschouwers: 2.500 |
| 26 november 1961 |                              |       |                                             | Stadion: Noordersportpark, Haarlem Toeschouwers: 2.500 |
| 26 november 1961 |                              |       |                                             | Stadion: Noordersportpark, Haarlem Toeschouwers: 2.500 |
|                  |                              |       |                                             |                                                        |

|                  |                                        |       |               |                                     |
| 26 november 1961 | Roda Sport                             | 3 – 1 | Velox         | Stadion: Jonkerbergstraat, Kerkrade |
| 26 november 1961 | Sjef Rademacher 6', 90' Piet Giesen 9' |       | 35' Ben Aarts | Stadion: Jonkerbergstraat, Kerkrade |
| 26 november 1961 |                                        |       |               | Stadion: Jonkerbergstraat, Kerkrade |
| 26 november 1961 |                                        |       |               | Stadion: Jonkerbergstraat, Kerkrade |
|                  |                                        |       |               |                                     |

|                  |                                          |       |                     |                                   |
| 26 november 1961 | N.E.C.                                   | 2 – 1 | UVS                 | Stadion: Goffertstadion, Nijmegen |
| 26 november 1961 | Gerard Francissen 15' Jan van Boxtel 25' |       | 12' George Breitner | Stadion: Goffertstadion, Nijmegen |
| 26 november 1961 |                                          |       |                     | Stadion: Goffertstadion, Nijmegen |
| 26 november 1961 |                                          |       |                     | Stadion: Goffertstadion, Nijmegen |
|                  |                                          |       |                     |                                   |

|                  |                   |       |                                |                                                             |
| 26 november 1961 | Zwolsche Boys     | 1 – 2 | LONGA                          | Stadion: Gemeentelijk Sportpark, Zwolle Toeschouwers: 2.500 |
| 26 november 1961 | Ernst Söllner 64' |       | 7' Jan Meijer 90' Henk van Erp | Stadion: Gemeentelijk Sportpark, Zwolle Toeschouwers: 2.500 |
| 26 november 1961 |                   |       |                                | Stadion: Gemeentelijk Sportpark, Zwolle Toeschouwers: 2.500 |
| 26 november 1961 |                   |       |                                | Stadion: Gemeentelijk Sportpark, Zwolle Toeschouwers: 2.500 |
|                  |                   |       |                                |                                                             |

|                  |                                        |       |                                           |                                                       |
| 26 november 1961 | RCH                                    | 2 – 2 | Helmondia '55                             | Stadion: Sportparklaan, Heemstede Toeschouwers: 1.500 |
| 26 november 1961 | Ab Koning (pen) 22' Chris Hendriks 45' |       | 78' Coen Dillen 83' Gerard van de Kerkhof | Stadion: Sportparklaan, Heemstede Toeschouwers: 1.500 |
| 26 november 1961 |                                        |       |                                           | Stadion: Sportparklaan, Heemstede Toeschouwers: 1.500 |
| 26 november 1961 |                                        |       |                                           | Stadion: Sportparklaan, Heemstede Toeschouwers: 1.500 |
|                  |                                        |       |                                           |                                                       |

## Speelronde 12
|                 |                                                                                                 |       |                 |                                                  |
| 3 december 1961 | Velox                                                                                           | 7 – 1 | Tubantia        | Stadion: Koningsweg, Utrecht Toeschouwers: 1.000 |
| 3 december 1961 | Frans Geurtsen 10', 12', 40' Leen Morelisse –', 65' Dick Uittenbosch (pen) 82' Joop Klinkenberg |       | 2' Willy Roters | Stadion: Koningsweg, Utrecht Toeschouwers: 1.000 |
| 3 december 1961 |                                                                                                 |       |                 | Stadion: Koningsweg, Utrecht Toeschouwers: 1.000 |
| 3 december 1961 |                                                                                                 |       |                 | Stadion: Koningsweg, Utrecht Toeschouwers: 1.000 |
|                 |                                                                                                 |       |                 |                                                  |

|                 |                                              |       |            |                                                   |
| 3 december 1961 | UVS                                          | 2 – 0 | Zwartemeer | Stadion: Kikkerpolder, Leiden Toeschouwers: 4.000 |
| 3 december 1961 | George Breitner 25' Wim van Kampen (pen) 67' |       |            | Stadion: Kikkerpolder, Leiden Toeschouwers: 4.000 |
| 3 december 1961 |                                              |       |            | Stadion: Kikkerpolder, Leiden Toeschouwers: 4.000 |
| 3 december 1961 |                                              |       |            | Stadion: Kikkerpolder, Leiden Toeschouwers: 4.000 |
|                 |                                              |       |            |                                                   |

|                 |                               |       |     |                                                        |
| 3 december 1961 | De Graafschap                 | 2 – 0 | EDO | Stadion: De Vijverberg, Doetinchem Toeschouwers: 3.000 |
| 3 december 1961 | Harry Jansen 15' Jan Roes 89' |       |     | Stadion: De Vijverberg, Doetinchem Toeschouwers: 3.000 |
| 3 december 1961 |                               |       |     | Stadion: De Vijverberg, Doetinchem Toeschouwers: 3.000 |
| 3 december 1961 |                               |       |     | Stadion: De Vijverberg, Doetinchem Toeschouwers: 3.000 |
|                 |                               |       |     |                                                        |

|                 |           |                                              |            |                                                       |
| 3 december 1961 | Oldenzaal | 0 – 3                                        | Roda Sport | Stadion: Het Heuveltje, Oldenzaal Toeschouwers: 2.000 |
| 3 december 1961 |           | 16', (pen) –' Gerard Hoenen 41' Hens Fischer |            | Stadion: Het Heuveltje, Oldenzaal Toeschouwers: 2.000 |
| 3 december 1961 |           |                                              |            | Stadion: Het Heuveltje, Oldenzaal Toeschouwers: 2.000 |
| 3 december 1961 |           |                                              |            | Stadion: Het Heuveltje, Oldenzaal Toeschouwers: 2.000 |
|                 |           |                                              |            |                                                       |

|                 |                                                                                            |       |                   |                                                |
| 3 december 1961 | Helmondia '55                                                                              | 8 – 1 | N.E.C.            | Stadion: De Braak, Helmond Toeschouwers: 3.800 |
| 3 december 1961 | Gerard van de Kerkhof –', –' Coen Dillen –', –', (pen) –' Theo Spierings –', –' Paul Merkx |       | Gerard Francissen | Stadion: De Braak, Helmond Toeschouwers: 3.800 |
| 3 december 1961 |                                                                                            |       |                   | Stadion: De Braak, Helmond Toeschouwers: 3.800 |
| 3 december 1961 |                                                                                            |       |                   | Stadion: De Braak, Helmond Toeschouwers: 3.800 |
|                 |                                                                                            |       |                   |                                                |

|                 |                 |       |                                   |                                                     |
| 3 december 1961 | PEC             | 1 – 2 | Zwolsche Boys                     | Stadion: De Vrolijkheid, Zwolle Toeschouwers: 6.000 |
| 3 december 1961 | Leo Koopman 64' |       | 25' Henk Schols 38' Rein van Veen | Stadion: De Vrolijkheid, Zwolle Toeschouwers: 6.000 |
| 3 december 1961 |                 |       |                                   | Stadion: De Vrolijkheid, Zwolle Toeschouwers: 6.000 |
| 3 december 1961 |                 |       |                                   | Stadion: De Vrolijkheid, Zwolle Toeschouwers: 6.000 |
|                 |                 |       |                                   |                                                     |

|                 |                 |       |                |                                                   |
| 3 december 1961 | Baronie         | 1 – 1 | RCH            | Stadion: De Blauwe Kei, Breda Toeschouwers: 3.000 |
| 3 december 1961 | Frans Remie 54' |       | 10' Jan Honout | Stadion: De Blauwe Kei, Breda Toeschouwers: 3.000 |
| 3 december 1961 |                 |       |                | Stadion: De Blauwe Kei, Breda Toeschouwers: 3.000 |
| 3 december 1961 |                 |       |                | Stadion: De Blauwe Kei, Breda Toeschouwers: 3.000 |
|                 |                 |       |                |                                                   |

## Speelronde 13
|                  |                                     |       |                                                     |                                                       |
| 20 augustus 1961 | RCH                                 | 3 – 3 | EDO                                                 | Stadion: Sportparklaan, Heemstede Toeschouwers: 5.500 |
| 20 augustus 1961 | Ab Koning 12', 88' Piet Brouwer 90' |       | 53' Niemeyer 65' Robby (Doby) Peters 73' Ferry Kock | Stadion: Sportparklaan, Heemstede Toeschouwers: 5.500 |
| 20 augustus 1961 |                                     |       |                                                     | Stadion: Sportparklaan, Heemstede Toeschouwers: 5.500 |
| 20 augustus 1961 |                                     |       |                                                     | Stadion: Sportparklaan, Heemstede Toeschouwers: 5.500 |
|                  |                                     |       |                                                     |                                                       |

|                  |                                                                      |       |                  |                                                  |
| 10 december 1961 | Velox                                                                | 5 – 1 | De Graafschap    | Stadion: Koningsweg, Utrecht Toeschouwers: 2.000 |
| 10 december 1961 | Joop Klinkenberg –', 67' Leen Morelisse Frans Geurtsen Ben Aarts 69' |       | 77' Harry Jansen | Stadion: Koningsweg, Utrecht Toeschouwers: 2.000 |
| 10 december 1961 |                                                                      |       |                  | Stadion: Koningsweg, Utrecht Toeschouwers: 2.000 |
| 10 december 1961 |                                                                      |       |                  | Stadion: Koningsweg, Utrecht Toeschouwers: 2.000 |
|                  |                                                                      |       |                  |                                                  |

|                  |                                                 |       |     |                                                             |
| 10 december 1961 | Zwolsche Boys                                   | 4 – 0 | UVS | Stadion: Gemeentelijk Sportpark, Zwolle Toeschouwers: 3.000 |
| 10 december 1961 | Rein van Veen 20', 49', 84' Herman Lafaille 33' |       |     | Stadion: Gemeentelijk Sportpark, Zwolle Toeschouwers: 3.000 |
| 10 december 1961 |                                                 |       |     | Stadion: Gemeentelijk Sportpark, Zwolle Toeschouwers: 3.000 |
| 10 december 1961 |                                                 |       |     | Stadion: Gemeentelijk Sportpark, Zwolle Toeschouwers: 3.000 |
|                  |                                                 |       |     |                                                             |

|                  |                   |       |                                                    |                                                |
| 10 december 1961 | Tubantia          | 1 – 3 | Oldenzaal                                          | Stadion: Veldwijk, Hengelo Toeschouwers: 5.000 |
| 10 december 1961 | Jan Ruinemans 75' |       | 38' Bennie Stuvenfolt 48', (pen) 58' Peter Hoomans | Stadion: Veldwijk, Hengelo Toeschouwers: 5.000 |
| 10 december 1961 |                   |       |                                                    | Stadion: Veldwijk, Hengelo Toeschouwers: 5.000 |
| 10 december 1961 |                   |       |                                                    | Stadion: Veldwijk, Hengelo Toeschouwers: 5.000 |
|                  |                   |       |                                                    |                                                |

|                  |                                     |       |                                              |                                                            |
| 10 december 1961 | Zwartemeer                          | 2 – 2 | Helmondia '55                                | Stadion: Mr. Ovingstraat, Klazienaveen Toeschouwers: 3.500 |
| 10 december 1961 | Tonny Roosken 30' Tinus Weering 70' |       | 15' Theo Spierings 18' (e.d.) Foppe ten Hoor | Stadion: Mr. Ovingstraat, Klazienaveen Toeschouwers: 3.500 |
| 10 december 1961 |                                     |       |                                              | Stadion: Mr. Ovingstraat, Klazienaveen Toeschouwers: 3.500 |
| 10 december 1961 |                                     |       |                                              | Stadion: Mr. Ovingstraat, Klazienaveen Toeschouwers: 3.500 |
|                  |                                     |       |                                              |                                                            |

|                   |                     |       |                    |                                                          |
| 10 december 1961i | Roda Sport          | 1 – 2 | LONGA              | Stadion: Jonkerbergstraatu, Kerkrade Toeschouwers: 2.000 |
| 10 december 1961i | Sjef Rademacher 12' |       | 9', 54' Jan Meijer | Stadion: Jonkerbergstraatu, Kerkrade Toeschouwers: 2.000 |
| 10 december 1961i |                     |       |                    | Stadion: Jonkerbergstraatu, Kerkrade Toeschouwers: 2.000 |
| 10 december 1961i |                     |       |                    | Stadion: Jonkerbergstraatu, Kerkrade Toeschouwers: 2.000 |
|                   |                     |       |                    |                                                          |

|                  |                           |       |                                      |                                                       |
| 10 december 1961 | N.E.C.                    | 2 – 3 | Baronie                              | Stadion: Goffertstadion, Nijmegen Toeschouwers: 2.500 |
| 10 december 1961 | Appie Meeuwissen 12', 84' |       | –', –' Kees Groeneveld Henny Soffers | Stadion: Goffertstadion, Nijmegen Toeschouwers: 2.500 |
| 10 december 1961 |                           |       |                                      | Stadion: Goffertstadion, Nijmegen Toeschouwers: 2.500 |
| 10 december 1961 |                           |       |                                      | Stadion: Goffertstadion, Nijmegen Toeschouwers: 2.500 |
|                  |                           |       |                                      |                                                       |

## Speelronde 14
|                  |                                                        |       |                                     |                                                       |
| 17 december 1961 | Oldenzaal                                              | 3 – 2 | Velox                               | Stadion: Het Heuveltje, Oldenzaal Toeschouwers: 1.500 |
| 17 december 1961 | Hennie Koopman 24' Henk Kalsbeek 43' Peter Hoomans 58' |       | 68' Frans Geurtsen 88' Teus Huygens | Stadion: Het Heuveltje, Oldenzaal Toeschouwers: 1.500 |
| 17 december 1961 |                                                        |       |                                     | Stadion: Het Heuveltje, Oldenzaal Toeschouwers: 1.500 |
| 17 december 1961 |                                                        |       |                                     | Stadion: Het Heuveltje, Oldenzaal Toeschouwers: 1.500 |
|                  |                                                        |       |                                     |                                                       |

|                  |                                           |       |               |                                                |
| 17 december 1961 | Helmondia '55                             | 2 – 0 | Zwolsche Boys | Stadion: De Braak, Helmond Toeschouwers: 2.500 |
| 17 december 1961 | Leo van der Linden 51' Theo Spierings 70' |       |               | Stadion: De Braak, Helmond Toeschouwers: 2.500 |
| 17 december 1961 |                                           |       |               | Stadion: De Braak, Helmond Toeschouwers: 2.500 |
| 17 december 1961 |                                           |       |               | Stadion: De Braak, Helmond Toeschouwers: 2.500 |
|                  |                                           |       |               |                                                |

|                  |                               |       |               |                                                       |
| 17 december 1961 | RCH                           | 2 – 0 | De Graafschap | Stadion: Sportparklaan, Heemstede Toeschouwers: 1.500 |
| 17 december 1961 | Jan Honout 9' Henk Liefhebber |       |               | Stadion: Sportparklaan, Heemstede Toeschouwers: 1.500 |
| 17 december 1961 |                               |       |               | Stadion: Sportparklaan, Heemstede Toeschouwers: 1.500 |
| 17 december 1961 |                               |       |               | Stadion: Sportparklaan, Heemstede Toeschouwers: 1.500 |
|                  |                               |       |               |                                                       |

|                  |                                  |       |                                                  |                                                      |
| 17 december 1961 | LONGA                            | 2 – 3 | Tubantia                                         | Stadion: Aan de spoorbrug, Tilburg Toeschouwers: 600 |
| 17 december 1961 | Villevoye 6' Gerard Spanings 22' |       | Bennie Haghuis 61' Olde Riekerink 75' Klaas Snip | Stadion: Aan de spoorbrug, Tilburg Toeschouwers: 600 |
| 17 december 1961 |                                  |       |                                                  | Stadion: Aan de spoorbrug, Tilburg Toeschouwers: 600 |
| 17 december 1961 |                                  |       |                                                  | Stadion: Aan de spoorbrug, Tilburg Toeschouwers: 600 |
|                  |                                  |       |                                                  |                                                      |

|                  |                |       |                                |                                                   |
| 17 december 1961 | Baronie        | 1 – 2 | Zwartemeer                     | Stadion: De Blauwe Kei, Breda Toeschouwers: 2.500 |
| 17 december 1961 | Theo Bilok 23' |       | 26' Jan Smit 50' Tinus Weering | Stadion: De Blauwe Kei, Breda Toeschouwers: 2.500 |
| 17 december 1961 |                |       |                                | Stadion: De Blauwe Kei, Breda Toeschouwers: 2.500 |
| 17 december 1961 |                |       |                                | Stadion: De Blauwe Kei, Breda Toeschouwers: 2.500 |
|                  |                |       |                                |                                                   |

|                  |                                         |       |                 |                                                        |
| 17 december 1961 | EDO                                     | 3 – 1 | N.E.C.          | Stadion: Noordersportpark, Haarlem Toeschouwers: 2.500 |
| 17 december 1961 | Robby (Doby) Peters 5', –' Ton Breeuwer |       | 6' Toon Mijling | Stadion: Noordersportpark, Haarlem Toeschouwers: 2.500 |
| 17 december 1961 |                                         |       |                 | Stadion: Noordersportpark, Haarlem Toeschouwers: 2.500 |
| 17 december 1961 |                                         |       |                 | Stadion: Noordersportpark, Haarlem Toeschouwers: 2.500 |
|                  |                                         |       |                 |                                                        |

|               |     |       |            |                                                     |
| 23 april 1962 | PEC | 0 – 0 | Roda Sport | Stadion: De Vrolijkheid, Zwolle Toeschouwers: 2.000 |
| 23 april 1962 |     |       |            | Stadion: De Vrolijkheid, Zwolle Toeschouwers: 2.000 |
| 23 april 1962 |     |       |            | Stadion: De Vrolijkheid, Zwolle Toeschouwers: 2.000 |
| 23 april 1962 |     |       |            | Stadion: De Vrolijkheid, Zwolle Toeschouwers: 2.000 |
|               |     |       |            |                                                     |

## Speelronde 15
|                 |                                                            |       |                                 |                                                        |
| 14 januari 1962 | De Graafschap                                              | 4 – 2 | N.E.C.                          | Stadion: De Vijverberg, Doetinchem Toeschouwers: 2.500 |
| 14 januari 1962 | Cor Smulders (e.d.) Wim van der Schuur Joop Willems –', –' |       | Appie Meeuwissen Jan van Boxtel | Stadion: De Vijverberg, Doetinchem Toeschouwers: 2.500 |
| 14 januari 1962 |                                                            |       |                                 | Stadion: De Vijverberg, Doetinchem Toeschouwers: 2.500 |
| 14 januari 1962 |                                                            |       |                                 | Stadion: De Vijverberg, Doetinchem Toeschouwers: 2.500 |
|                 |                                                            |       |                                 |                                                        |

|                 |                                             |       |               |                                                         |
| 14 januari 1962 | Roda Sport                                  | 3 – 0 | Helmondia '55 | Stadion: Jonkerbergstraat, Kerkrade Toeschouwers: 2.500 |
| 14 januari 1962 | Joseph Büttgen 26', 70' Sjef Rademacher 83' |       |               | Stadion: Jonkerbergstraat, Kerkrade Toeschouwers: 2.500 |
| 14 januari 1962 |                                             |       |               | Stadion: Jonkerbergstraat, Kerkrade Toeschouwers: 2.500 |
| 14 januari 1962 |                                             |       |               | Stadion: Jonkerbergstraat, Kerkrade Toeschouwers: 2.500 |
|                 |                                             |       |               |                                                         |

|                 |                       |       |                |                                                       |
| 14 januari 1962 | Oldenzaal             | 1 – 1 | LONGA          | Stadion: Het Heuveltje, Oldenzaal Toeschouwers: 1.500 |
| 14 januari 1962 | Bennie Stuvenfolt 25' |       | 32' Jan Meijer | Stadion: Het Heuveltje, Oldenzaal Toeschouwers: 1.500 |
| 14 januari 1962 |                       |       |                | Stadion: Het Heuveltje, Oldenzaal Toeschouwers: 1.500 |
| 14 januari 1962 |                       |       |                | Stadion: Het Heuveltje, Oldenzaal Toeschouwers: 1.500 |
|                 |                       |       |                |                                                       |

|                 |            |                |     |                                                            |
| 14 januari 1962 | Zwartemeer | 0 – 1          | RCH | Stadion: Mr. Ovingstraat, Klazienaveen Toeschouwers: 2.000 |
| 14 januari 1962 |            | 45' Jan Honout |     | Stadion: Mr. Ovingstraat, Klazienaveen Toeschouwers: 2.000 |
| 14 januari 1962 |            |                |     | Stadion: Mr. Ovingstraat, Klazienaveen Toeschouwers: 2.000 |
| 14 januari 1962 |            |                |     | Stadion: Mr. Ovingstraat, Klazienaveen Toeschouwers: 2.000 |
|                 |            |                |     |                                                            |

|                 |                        |       |                        |                                                |
| 14 januari 1962 | Tubantia               | 1 – 1 | UVS                    | Stadion: Veldwijk, Hengelo Toeschouwers: 2.000 |
| 14 januari 1962 | Jan Olde Riekerink 30' |       | 88' Piet van der Lippe | Stadion: Veldwijk, Hengelo Toeschouwers: 2.000 |
| 14 januari 1962 |                        |       |                        | Stadion: Veldwijk, Hengelo Toeschouwers: 2.000 |
| 14 januari 1962 |                        |       |                        | Stadion: Veldwijk, Hengelo Toeschouwers: 2.000 |
|                 |                        |       |                        |                                                |

|                 |                        |       |                                          |                                                             |
| 14 januari 1962 | Zwolsche Boys          | 1 – 2 | EDO                                      | Stadion: Gemeentelijk Sportpark, Zwolle Toeschouwers: 2.500 |
| 14 januari 1962 | Karel van der Woude 9' |       | 26' Ton Breeuwer 71' Robby (Doby) Peters | Stadion: Gemeentelijk Sportpark, Zwolle Toeschouwers: 2.500 |
| 14 januari 1962 |                        |       |                                          | Stadion: Gemeentelijk Sportpark, Zwolle Toeschouwers: 2.500 |
| 14 januari 1962 |                        |       |                                          | Stadion: Gemeentelijk Sportpark, Zwolle Toeschouwers: 2.500 |
|                 |                        |       |                                          |                                                             |

|                 |                                             |       |               |                                                  |
| 14 januari 1962 | Velox                                       | 3 – 1 | PEC           | Stadion: Koningsweg, Utrecht Toeschouwers: 1.000 |
| 14 januari 1962 | Piet Miltenburg 35' Frans Geurtsen 40', 47' |       | 25' John Abma | Stadion: Koningsweg, Utrecht Toeschouwers: 1.000 |
| 14 januari 1962 |                                             |       |               | Stadion: Koningsweg, Utrecht Toeschouwers: 1.000 |
| 14 januari 1962 |                                             |       |               | Stadion: Koningsweg, Utrecht Toeschouwers: 1.000 |
|                 |                                             |       |               |                                                  |

## Speelronde 16
|                 |                                                                                                 |       |            |                                                       |
| 21 januari 1962 | N.E.C.                                                                                          | 5 – 0 | Zwartemeer | Stadion: Goffertstadion, Nijmegen Toeschouwers: 3.000 |
| 21 januari 1962 | Mari van den Dungen 10', 86' Foppe ten Hoor (e.d.) 16' Tini van Reeken 52' Appie Meeuwissen 90' |       |            | Stadion: Goffertstadion, Nijmegen Toeschouwers: 3.000 |
| 21 januari 1962 |                                                                                                 |       |            | Stadion: Goffertstadion, Nijmegen Toeschouwers: 3.000 |
| 21 januari 1962 |                                                                                                 |       |            | Stadion: Goffertstadion, Nijmegen Toeschouwers: 3.000 |
|                 |                                                                                                 |       |            |                                                       |

|                 |               |       |                |                                                |
| 21 januari 1962 | Helmondia '55 | 1 – 1 | Tubantia       | Stadion: De Braak, Helmond Toeschouwers: 3.000 |
| 21 januari 1962 | Coen Dillen   |       | Bennie Haghuis | Stadion: De Braak, Helmond Toeschouwers: 3.000 |
| 21 januari 1962 |               |       |                | Stadion: De Braak, Helmond Toeschouwers: 3.000 |
| 21 januari 1962 |               |       |                | Stadion: De Braak, Helmond Toeschouwers: 3.000 |
|                 |               |       |                |                                                |

|                 |                                     |       |               |                                                      |
| 21 januari 1962 | LONGA                               | 3 – 0 | De Graafschap | Stadion: Aan de spoorbrug, Tilburg Toeschouwers: 800 |
| 21 januari 1962 | Leo Snijders 45' Jan Meijer 75', –' |       |               | Stadion: Aan de spoorbrug, Tilburg Toeschouwers: 800 |
| 21 januari 1962 |                                     |       |               | Stadion: Aan de spoorbrug, Tilburg Toeschouwers: 800 |
| 21 januari 1962 |                                     |       |               | Stadion: Aan de spoorbrug, Tilburg Toeschouwers: 800 |
|                 |                                     |       |               |                                                      |

|                 |                                                       |       |                      |                                                       |
| 21 januari 1962 | RCH                                                   | 3 – 1 | Zwolsche Boys        | Stadion: Sportparklaan, Heemstede Toeschouwers: 1.500 |
| 21 januari 1962 | Bram Peper 30' Chris Hendriks 43' Ab Koning (pen) 70' |       | 37' (e.d.) Ab Koning | Stadion: Sportparklaan, Heemstede Toeschouwers: 1.500 |
| 21 januari 1962 |                                                       |       |                      | Stadion: Sportparklaan, Heemstede Toeschouwers: 1.500 |
| 21 januari 1962 |                                                       |       |                      | Stadion: Sportparklaan, Heemstede Toeschouwers: 1.500 |
|                 |                                                       |       |                      |                                                       |

|                 |                   |       |                             |                                                   |
| 21 januari 1962 | UVS               | 1 – 2 | Velox                       | Stadion: Kikkerpolder, Leiden Toeschouwers: 4.500 |
| 21 januari 1962 | Jan Verhoeven 38' |       | 48' Gerritsen 82' Ben Aarts | Stadion: Kikkerpolder, Leiden Toeschouwers: 4.500 |
| 21 januari 1962 |                   |       |                             | Stadion: Kikkerpolder, Leiden Toeschouwers: 4.500 |
| 21 januari 1962 |                   |       |                             | Stadion: Kikkerpolder, Leiden Toeschouwers: 4.500 |
|                 |                   |       |                             |                                                   |

|                 |                                                               |       |                                          |                                                   |
| 21 januari 1962 | Baronie                                                       | 3 – 2 | Roda Sport                               | Stadion: De Blauwe Kei, Breda Toeschouwers: 6.000 |
| 21 januari 1962 | Henny Soffers 18', 21' Henk van Ierssel –' (pen.), na afloop' |       | 43' Sjef Rademacher 83' (e.d.) Koos Sins | Stadion: De Blauwe Kei, Breda Toeschouwers: 6.000 |
| 21 januari 1962 |                                                               |       |                                          | Stadion: De Blauwe Kei, Breda Toeschouwers: 6.000 |
| 21 januari 1962 |                                                               |       |                                          | Stadion: De Blauwe Kei, Breda Toeschouwers: 6.000 |
|                 |                                                               |       |                                          |                                                   |

|                 |                          |       |           |                                                     |
| 21 januari 1962 | PEC                      | 1 – 0 | Oldenzaal | Stadion: De Vrolijkheid, Zwolle Toeschouwers: 2.500 |
| 21 januari 1962 | Homme Siebenga (pen) 47' |       |           | Stadion: De Vrolijkheid, Zwolle Toeschouwers: 2.500 |
| 21 januari 1962 |                          |       |           | Stadion: De Vrolijkheid, Zwolle Toeschouwers: 2.500 |
| 21 januari 1962 |                          |       |           | Stadion: De Vrolijkheid, Zwolle Toeschouwers: 2.500 |
|                 |                          |       |           |                                                     |

## Speelronde 17
|                 |                                       |       |                         |                                                        |
| 28 januari 1962 | De Graafschap                         | 2 – 1 | Zwartemeer              | Stadion: De Vijverberg, Doetinchem Toeschouwers: 3.500 |
| 28 januari 1962 | David Kettle Wim van der Schuur (pen) |       | 88' (pen) Tonny Roosken | Stadion: De Vijverberg, Doetinchem Toeschouwers: 3.500 |
| 28 januari 1962 |                                       |       |                         | Stadion: De Vijverberg, Doetinchem Toeschouwers: 3.500 |
| 28 januari 1962 |                                       |       |                         | Stadion: De Vijverberg, Doetinchem Toeschouwers: 3.500 |
|                 |                                       |       |                         |                                                        |

|                 |                                                 |       |                           |                                                |
| 28 januari 1962 | Tubantia                                        | 2 – 1 | Baronie                   | Stadion: Veldwijk, Hengelo Toeschouwers: 4.000 |
| 28 januari 1962 | Jan Olde Riekerink 46' Frans Olde Riekerink 60' |       | 9' (pen) Henk van Ierssel | Stadion: Veldwijk, Hengelo Toeschouwers: 4.000 |
| 28 januari 1962 |                                                 |       |                           | Stadion: Veldwijk, Hengelo Toeschouwers: 4.000 |
| 28 januari 1962 |                                                 |       |                           | Stadion: Veldwijk, Hengelo Toeschouwers: 4.000 |
|                 |                                                 |       |                           |                                                |

|                 |                |       |                 |                                                        |
| 28 januari 1962 | LONGA          | 1 – 1 | PEC             | Stadion: Aan de spoorbrug, Tilburg Toeschouwers: 1.000 |
| 28 januari 1962 | Jan Meijer 73' |       | 17' Leo Koopman | Stadion: Aan de spoorbrug, Tilburg Toeschouwers: 1.000 |
| 28 januari 1962 |                |       |                 | Stadion: Aan de spoorbrug, Tilburg Toeschouwers: 1.000 |
| 28 januari 1962 |                |       |                 | Stadion: Aan de spoorbrug, Tilburg Toeschouwers: 1.000 |
|                 |                |       |                 |                                                        |

|                 |                 |       |                      |                                                             |
| 28 januari 1962 | Zwolsche Boys   | 1 – 1 | N.E.C.               | Stadion: Gemeentelijk Sportpark, Zwolle Toeschouwers: 2.500 |
| 28 januari 1962 | Henk Schols 61' |       | 71' Appie Meeuwissen | Stadion: Gemeentelijk Sportpark, Zwolle Toeschouwers: 2.500 |
| 28 januari 1962 |                 |       |                      | Stadion: Gemeentelijk Sportpark, Zwolle Toeschouwers: 2.500 |
| 28 januari 1962 |                 |       |                      | Stadion: Gemeentelijk Sportpark, Zwolle Toeschouwers: 2.500 |
|                 |                 |       |                      |                                                             |

|                 |                                       |       |               |                                                  |
| 28 januari 1962 | Velox                                 | 3 – 0 | Helmondia '55 | Stadion: Koningsweg, Utrecht Toeschouwers: 4.000 |
| 28 januari 1962 | Frans Geurtsen 42', 52' Ben Aarts 86' |       |               | Stadion: Koningsweg, Utrecht Toeschouwers: 4.000 |
| 28 januari 1962 |                                       |       |               | Stadion: Koningsweg, Utrecht Toeschouwers: 4.000 |
| 28 januari 1962 |                                       |       |               | Stadion: Koningsweg, Utrecht Toeschouwers: 4.000 |
|                 |                                       |       |               |                                                  |

|                 |                     |       |                                   |                                                         |
| 28 januari 1962 | Roda Sport          | 1 – 2 | EDO                               | Stadion: Jonkerbergstraat, Kerkrade Toeschouwers: 2.500 |
| 28 januari 1962 | Sjef Rademacher 30' |       | 3' Henk Leonardt 84' Ton Breeuwer | Stadion: Jonkerbergstraat, Kerkrade Toeschouwers: 2.500 |
| 28 januari 1962 |                     |       |                                   | Stadion: Jonkerbergstraat, Kerkrade Toeschouwers: 2.500 |
| 28 januari 1962 |                     |       |                                   | Stadion: Jonkerbergstraat, Kerkrade Toeschouwers: 2.500 |
|                 |                     |       |                                   |                                                         |

|                 |                                         |       |                      |                                                       |
| 28 januari 1962 | Oldenzaal                               | 2 – 1 | UVS                  | Stadion: Het Heuveltje, Oldenzaal Toeschouwers: 2.000 |
| 28 januari 1962 | Gerrit Kuiper 37' Bennie Stuvenfolt 87' |       | 82' Cees van Leeuwen | Stadion: Het Heuveltje, Oldenzaal Toeschouwers: 2.000 |
| 28 januari 1962 |                                         |       |                      | Stadion: Het Heuveltje, Oldenzaal Toeschouwers: 2.000 |
| 28 januari 1962 |                                         |       |                      | Stadion: Het Heuveltje, Oldenzaal Toeschouwers: 2.000 |
|                 |                                         |       |                      |                                                       |

## Speelronde 18
|                 |                               |       |                 |                                                       |
| 4 februari 1962 | RCH                           | 2 – 1 | Roda Sport      | Stadion: Sportparklaan, Heemstede Toeschouwers: 4.800 |
| 4 februari 1962 | Jan Honout 18' Bram Peper 67' |       | 10' Piet Giesen | Stadion: Sportparklaan, Heemstede Toeschouwers: 4.800 |
| 4 februari 1962 |                               |       |                 | Stadion: Sportparklaan, Heemstede Toeschouwers: 4.800 |
| 4 februari 1962 |                               |       |                 | Stadion: Sportparklaan, Heemstede Toeschouwers: 4.800 |
|                 |                               |       |                 |                                                       |

|                 |     |                     |          |                                                        |
| 4 februari 1962 | EDO | 0 – 1               | Tubantia | Stadion: Noordersportpark, Haarlem Toeschouwers: 3.000 |
| 4 februari 1962 |     | 49' Hennie ter Beek |          | Stadion: Noordersportpark, Haarlem Toeschouwers: 3.000 |
| 4 februari 1962 |     |                     |          | Stadion: Noordersportpark, Haarlem Toeschouwers: 3.000 |
| 4 februari 1962 |     |                     |          | Stadion: Noordersportpark, Haarlem Toeschouwers: 3.000 |
|                 |     |                     |          |                                                        |

|                 |                          |       |                     |                                                   |
| 4 februari 1962 | UVS                      | 1 – 1 | LONGA               | Stadion: Kikkerpolder, Leiden Toeschouwers: 4.000 |
| 4 februari 1962 | Wim van Kampen (pen) 56' |       | 13' Gerard Spanings | Stadion: Kikkerpolder, Leiden Toeschouwers: 4.000 |
| 4 februari 1962 |                          |       |                     | Stadion: Kikkerpolder, Leiden Toeschouwers: 4.000 |
| 4 februari 1962 |                          |       |                     | Stadion: Kikkerpolder, Leiden Toeschouwers: 4.000 |
|                 |                          |       |                     |                                                   |

|               |                            |       |                   |                                                            |
| 23 april 1962 | Zwartemeer                 | 2 – 1 | Zwolsche Boys     | Stadion: Mr. Ovingstraat, Klazienaveen Toeschouwers: 3.000 |
| 23 april 1962 | Job Drent 78' Jan Smit 88' |       | 70' Ernst Söllner | Stadion: Mr. Ovingstraat, Klazienaveen Toeschouwers: 3.000 |
| 23 april 1962 |                            |       |                   | Stadion: Mr. Ovingstraat, Klazienaveen Toeschouwers: 3.000 |
| 23 april 1962 |                            |       |                   | Stadion: Mr. Ovingstraat, Klazienaveen Toeschouwers: 3.000 |
|               |                            |       |                   |                                                            |

|               |                    |       |                   |                                                |
| 23 april 1962 | Helmondia '55      | 1 – 1 | Oldenzaal         | Stadion: De Braak, Helmond Toeschouwers: 2.500 |
| 23 april 1962 | Theo Spierings 65' |       | 90' Peter Hoomans | Stadion: De Braak, Helmond Toeschouwers: 2.500 |
| 23 april 1962 |                    |       |                   | Stadion: De Braak, Helmond Toeschouwers: 2.500 |
| 23 april 1962 |                    |       |                   | Stadion: De Braak, Helmond Toeschouwers: 2.500 |
|               |                    |       |                   |                                                |

|               |         |                                                |       |                                                   |
| 29 april 1962 | Baronie | 0 – 3                                          | Velox | Stadion: De Blauwe Kei, Breda Toeschouwers: 9.000 |
| 29 april 1962 |         | 1' Dick Uittenbosch 80', 90' Hassie Achterberg |       | Stadion: De Blauwe Kei, Breda Toeschouwers: 9.000 |
| 29 april 1962 |         |                                                |       | Stadion: De Blauwe Kei, Breda Toeschouwers: 9.000 |
| 29 april 1962 |         |                                                |       | Stadion: De Blauwe Kei, Breda Toeschouwers: 9.000 |
|               |         |                                                |       |                                                   |

|             |                         |       |                 |                                                                             |
| 20 mei 1962 | PEC                     | 2 – 1 | De Graafschap   | Stadion: De Vrolijkheid, Zwolle Toeschouwers: 2.500 Scheidsrechter: De Lugt |
| 20 mei 1962 | Jan Westerbeek 55', 82' |       | 18' Hennie Oonk | Stadion: De Vrolijkheid, Zwolle Toeschouwers: 2.500 Scheidsrechter: De Lugt |
| 20 mei 1962 |                         |       |                 | Stadion: De Vrolijkheid, Zwolle Toeschouwers: 2.500 Scheidsrechter: De Lugt |
| 20 mei 1962 |                         |       |                 | Stadion: De Vrolijkheid, Zwolle Toeschouwers: 2.500 Scheidsrechter: De Lugt |
|             |                         |       |                 |                                                                             |

## Speelronde 19
|                  |                          |       |                               |                                                |
| 11 februari 1962 | Tubantia                 | 1 – 2 | PEC                           | Stadion: Veldwijk, Hengelo Toeschouwers: 5.000 |
| 11 februari 1962 | Frans Olde Riekerink 45' |       | 15' Leo Koopman 57' John Abma | Stadion: Veldwijk, Hengelo Toeschouwers: 5.000 |
| 11 februari 1962 |                          |       |                               | Stadion: Veldwijk, Hengelo Toeschouwers: 5.000 |
| 11 februari 1962 |                          |       |                               | Stadion: Veldwijk, Hengelo Toeschouwers: 5.000 |
|                  |                          |       |                               |                                                |

|                  |                                    |       |     |                                                            |
| 11 februari 1962 | Zwartemeer                         | 3 – 0 | EDO | Stadion: Mr. Ovingstraat, Klazienaveen Toeschouwers: 2.500 |
| 11 februari 1962 | Job Drent 70' Hans Kalter 77', 88' |       |     | Stadion: Mr. Ovingstraat, Klazienaveen Toeschouwers: 2.500 |
| 11 februari 1962 |                                    |       |     | Stadion: Mr. Ovingstraat, Klazienaveen Toeschouwers: 2.500 |
| 11 februari 1962 |                                    |       |     | Stadion: Mr. Ovingstraat, Klazienaveen Toeschouwers: 2.500 |
|                  |                                    |       |     |                                                            |

|                  |                  |       |           |                                                        |
| 11 februari 1962 | De Graafschap    | 1 – 0 | Oldenzaal | Stadion: De Vijverberg, Doetinchem Toeschouwers: 4.000 |
| 11 februari 1962 | David Kettle 13' |       |           | Stadion: De Vijverberg, Doetinchem Toeschouwers: 4.000 |
| 11 februari 1962 |                  |       |           | Stadion: De Vijverberg, Doetinchem Toeschouwers: 4.000 |
| 11 februari 1962 |                  |       |           | Stadion: De Vijverberg, Doetinchem Toeschouwers: 4.000 |
|                  |                  |       |           |                                                        |

|                  |                   |       |                  |                                                         |
| 11 februari 1962 | Roda Sport        | 1 – 1 | UVS              | Stadion: Jonkerbergstraat, Kerkrade Toeschouwers: 1.500 |
| 11 februari 1962 | Gerard Hoenen 33' |       | 46' Han Verhoeks | Stadion: Jonkerbergstraat, Kerkrade Toeschouwers: 1.500 |
| 11 februari 1962 |                   |       |                  | Stadion: Jonkerbergstraat, Kerkrade Toeschouwers: 1.500 |
| 11 februari 1962 |                   |       |                  | Stadion: Jonkerbergstraat, Kerkrade Toeschouwers: 1.500 |
|                  |                   |       |                  |                                                         |

|                  |        |                                  |     |                                                       |
| 11 februari 1962 | N.E.C. | 0 – 2                            | RCH | Stadion: Goffertstadion, Nijmegen Toeschouwers: 5.000 |
| 11 februari 1962 |        | (pen) Ab Koning 30' Maup Kruijer |     | Stadion: Goffertstadion, Nijmegen Toeschouwers: 5.000 |
| 11 februari 1962 |        |                                  |     | Stadion: Goffertstadion, Nijmegen Toeschouwers: 5.000 |
| 11 februari 1962 |        |                                  |     | Stadion: Goffertstadion, Nijmegen Toeschouwers: 5.000 |
|                  |        |                                  |     |                                                       |

|                  |                                        |       |       |                                                  |
| 11 februari 1962 | Velox                                  | 2 – 0 | LONGA | Stadion: Koningsweg, Utrecht Toeschouwers: 4.500 |
| 11 februari 1962 | Piet Miltenburg 55' Frans Geurtsen 85' |       |       | Stadion: Koningsweg, Utrecht Toeschouwers: 4.500 |
| 11 februari 1962 |                                        |       |       | Stadion: Koningsweg, Utrecht Toeschouwers: 4.500 |
| 11 februari 1962 |                                        |       |       | Stadion: Koningsweg, Utrecht Toeschouwers: 4.500 |
|                  |                                        |       |       |                                                  |

|                  |                    |       |                    |                                                             |
| 11 februari 1962 | Zwolsche Boys      | 1 – 1 | Baronie            | Stadion: Gemeentelijk Sportpark, Zwolle Toeschouwers: 3.000 |
| 11 februari 1962 | Freek Schutten 17' |       | 29' Ad van Ierssel | Stadion: Gemeentelijk Sportpark, Zwolle Toeschouwers: 3.000 |
| 11 februari 1962 |                    |       |                    | Stadion: Gemeentelijk Sportpark, Zwolle Toeschouwers: 3.000 |
| 11 februari 1962 |                    |       |                    | Stadion: Gemeentelijk Sportpark, Zwolle Toeschouwers: 3.000 |
|                  |                    |       |                    |                                                             |

## Speelronde 20
|                  |                                                     |       |                                            |                                                        |
| 18 februari 1962 | De Graafschap                                       | 2 – 2 | Zwolsche Boys                              | Stadion: De Vijverberg, Doetinchem Toeschouwers: 3.000 |
| 18 februari 1962 | Joop Willems 48' Wim van de Schuur (pen) na afloop' |       | 5' Ernst Söllner 89' (e.d.) Gerrit Bosveld | Stadion: De Vijverberg, Doetinchem Toeschouwers: 3.000 |
| 18 februari 1962 |                                                     |       |                                            | Stadion: De Vijverberg, Doetinchem Toeschouwers: 3.000 |
| 18 februari 1962 |                                                     |       |                                            | Stadion: De Vijverberg, Doetinchem Toeschouwers: 3.000 |
|                  |                                                     |       |                                            |                                                        |

|                  |                      |       |                  |                                                  |
| 18 februari 1962 | Velox                | 1 – 1 | EDO              | Stadion: Koningsweg, Utrecht Toeschouwers: 4.000 |
| 18 februari 1962 | Joop Klinkenberg 13' |       | 33' Ton Breeuwer | Stadion: Koningsweg, Utrecht Toeschouwers: 4.000 |
| 18 februari 1962 |                      |       |                  | Stadion: Koningsweg, Utrecht Toeschouwers: 4.000 |
| 18 februari 1962 |                      |       |                  | Stadion: Koningsweg, Utrecht Toeschouwers: 4.000 |
|                  |                      |       |                  |                                                  |

|                  |                                         |       |                               |                                                     |
| 18 februari 1962 | PEC                                     | 3 – 2 | UVS                           | Stadion: De Vrolijkheid, Zwolle Toeschouwers: 3.000 |
| 18 februari 1962 | Jan Westerbeek 50' Leo Koopman 61', 83' |       | 68', 87' (pen) Wim van Kampen | Stadion: De Vrolijkheid, Zwolle Toeschouwers: 3.000 |
| 18 februari 1962 |                                         |       |                               | Stadion: De Vrolijkheid, Zwolle Toeschouwers: 3.000 |
| 18 februari 1962 |                                         |       |                               | Stadion: De Vrolijkheid, Zwolle Toeschouwers: 3.000 |
|                  |                                         |       |                               |                                                     |

|                  |                                                 |       |        |                                                         |
| 18 februari 1962 | Roda Sport                                      | 3 – 0 | N.E.C. | Stadion: Jonkerbergstraat, Kerkrade Toeschouwers: 1.200 |
| 18 februari 1962 | Janssen 30' Hens Fischer 71' Joseph Büttgen 82' |       |        | Stadion: Jonkerbergstraat, Kerkrade Toeschouwers: 1.200 |
| 18 februari 1962 |                                                 |       |        | Stadion: Jonkerbergstraat, Kerkrade Toeschouwers: 1.200 |
| 18 februari 1962 |                                                 |       |        | Stadion: Jonkerbergstraat, Kerkrade Toeschouwers: 1.200 |
|                  |                                                 |       |        |                                                         |

|                  |           |                                |         |                                                       |
| 18 februari 1962 | Oldenzaal | 0 – 2                          | Baronie | Stadion: Het Heuveltje, Oldenzaal Toeschouwers: 2.000 |
| 18 februari 1962 |           | 14' Theo Bilok 43' van Ierssel |         | Stadion: Het Heuveltje, Oldenzaal Toeschouwers: 2.000 |
| 18 februari 1962 |           |                                |         | Stadion: Het Heuveltje, Oldenzaal Toeschouwers: 2.000 |
| 18 februari 1962 |           |                                |         | Stadion: Het Heuveltje, Oldenzaal Toeschouwers: 2.000 |
|                  |           |                                |         |                                                       |

|                  |                |       |                 |                                                |
| 18 februari 1962 | Tubantia       | 1 – 1 | RCH             | Stadion: Veldwijk, Hengelo Toeschouwers: 3.000 |
| 18 februari 1962 | Ton Dekker 14' |       | Paul van Egmond | Stadion: Veldwijk, Hengelo Toeschouwers: 3.000 |
| 18 februari 1962 |                |       |                 | Stadion: Veldwijk, Hengelo Toeschouwers: 3.000 |
| 18 februari 1962 |                |       |                 | Stadion: Veldwijk, Hengelo Toeschouwers: 3.000 |
|                  |                |       |                 |                                                |

|                  |                                  |       |                           |                                                        |
| 18 februari 1962 | LONGA                            | 2 – 1 | Helmondia '55             | Stadion: Aan de spoorbrug, Tilburg Toeschouwers: 1.000 |
| 18 februari 1962 | Gerard Spanings 4' Villevoye 80' |       | 65' Gerard van de Kerkhof | Stadion: Aan de spoorbrug, Tilburg Toeschouwers: 1.000 |
| 18 februari 1962 |                                  |       |                           | Stadion: Aan de spoorbrug, Tilburg Toeschouwers: 1.000 |
| 18 februari 1962 |                                  |       |                           | Stadion: Aan de spoorbrug, Tilburg Toeschouwers: 1.000 |
|                  |                                  |       |                           |                                                        |

## Speelronde 21
|                  |            |                                          |            |                                                            |
| 25 februari 1962 | Zwartemeer | 0 – 2                                    | Roda Sport | Stadion: Mr. Ovingstraat, Klazienaveen Toeschouwers: 1.500 |
| 25 februari 1962 |            | 31' Piet Giesen 89' (pen) Joseph Büttgen |            | Stadion: Mr. Ovingstraat, Klazienaveen Toeschouwers: 1.500 |
| 25 februari 1962 |            |                                          |            | Stadion: Mr. Ovingstraat, Klazienaveen Toeschouwers: 1.500 |
| 25 februari 1962 |            |                                          |            | Stadion: Mr. Ovingstraat, Klazienaveen Toeschouwers: 1.500 |
|                  |            |                                          |            |                                                            |

|                  |     |       |           |                                                      |
| 25 februari 1962 | EDO | 0 – 0 | Oldenzaal | Stadion: Noordersportpark, Haarlem Toeschouwers: 600 |
| 25 februari 1962 |     |       |           | Stadion: Noordersportpark, Haarlem Toeschouwers: 600 |
| 25 februari 1962 |     |       |           | Stadion: Noordersportpark, Haarlem Toeschouwers: 600 |
| 25 februari 1962 |     |       |           | Stadion: Noordersportpark, Haarlem Toeschouwers: 600 |
|                  |     |       |           |                                                      |

|                  |                    |       |               |                                                   |
| 25 februari 1962 | UVS                | 1 – 0 | De Graafschap | Stadion: Kikkerpolder, Leiden Toeschouwers: 2.000 |
| 25 februari 1962 | Wim van Kampen 21' |       |               | Stadion: Kikkerpolder, Leiden Toeschouwers: 2.000 |
| 25 februari 1962 |                    |       |               | Stadion: Kikkerpolder, Leiden Toeschouwers: 2.000 |
| 25 februari 1962 |                    |       |               | Stadion: Kikkerpolder, Leiden Toeschouwers: 2.000 |
|                  |                    |       |               |                                                   |

|                  |                                       |       |                        |                                                       |
| 25 februari 1962 | N.E.C.                                | 2 – 1 | Tubantia               | Stadion: Goffertstadion, Nijmegen Toeschouwers: 2.500 |
| 25 februari 1962 | Toon Mijling 15' Henk Hoogstraten 76' |       | 14' Jan Olde Riekerink | Stadion: Goffertstadion, Nijmegen Toeschouwers: 2.500 |
| 25 februari 1962 |                                       |       |                        | Stadion: Goffertstadion, Nijmegen Toeschouwers: 2.500 |
| 25 februari 1962 |                                       |       |                        | Stadion: Goffertstadion, Nijmegen Toeschouwers: 2.500 |
|                  |                                       |       |                        |                                                       |

|                  |                        |       |            |                                                   |
| 25 februari 1962 | Baronie                | 1 – 1 | LONGA      | Stadion: De Blauwe Kei, Breda Toeschouwers: 3.500 |
| 25 februari 1962 | Henk van Ierssel (pen) |       | Jan Meijer | Stadion: De Blauwe Kei, Breda Toeschouwers: 3.500 |
| 25 februari 1962 |                        |       |            | Stadion: De Blauwe Kei, Breda Toeschouwers: 3.500 |
| 25 februari 1962 |                        |       |            | Stadion: De Blauwe Kei, Breda Toeschouwers: 3.500 |
|                  |                        |       |            |                                                   |

|                  |                                    |       |       |                                                       |
| 25 februari 1962 | RCH                                | 2 – 0 | Velox | Stadion: Sportparklaan, Heemstede Toeschouwers: 5.000 |
| 25 februari 1962 | Ab Koning (pen) 28' Bram Peper 75' |       |       | Stadion: Sportparklaan, Heemstede Toeschouwers: 5.000 |
| 25 februari 1962 |                                    |       |       | Stadion: Sportparklaan, Heemstede Toeschouwers: 5.000 |
| 25 februari 1962 |                                    |       |       | Stadion: Sportparklaan, Heemstede Toeschouwers: 5.000 |
|                  |                                    |       |       |                                                       |

|                  |                                              |       |              |                                                |
| 25 februari 1962 | Helmondia '55                                | 2 – 1 | PEC          | Stadion: De Braak, Helmond Toeschouwers: 2.000 |
| 25 februari 1962 | Theo Spierings 18' Gerard van de Kerkhof 86' |       | 61' Theo Kok | Stadion: De Braak, Helmond Toeschouwers: 2.000 |
| 25 februari 1962 |                                              |       |              | Stadion: De Braak, Helmond Toeschouwers: 2.000 |
| 25 februari 1962 |                                              |       |              | Stadion: De Braak, Helmond Toeschouwers: 2.000 |
|                  |                                              |       |              |                                                |

## Speelronde 22
|              |            |       |               |                                                         |
| 4 maart 1962 | Roda Sport | 0 – 0 | Zwolsche Boys | Stadion: Jonkerbergstraat, Kerkrade Toeschouwers: 1.000 |
| 4 maart 1962 |            |       |               | Stadion: Jonkerbergstraat, Kerkrade Toeschouwers: 1.000 |
| 4 maart 1962 |            |       |               | Stadion: Jonkerbergstraat, Kerkrade Toeschouwers: 1.000 |
| 4 maart 1962 |            |       |               | Stadion: Jonkerbergstraat, Kerkrade Toeschouwers: 1.000 |
|              |            |       |               |                                                         |

|              |                |       |     |                                                       |
| 4 maart 1962 | Oldenzaal      | 1 – 0 | RCH | Stadion: Het Heuveltje, Oldenzaal Toeschouwers: 1.000 |
| 4 maart 1962 | Hennie Koopman |       |     | Stadion: Het Heuveltje, Oldenzaal Toeschouwers: 1.000 |
| 4 maart 1962 |                |       |     | Stadion: Het Heuveltje, Oldenzaal Toeschouwers: 1.000 |
| 4 maart 1962 |                |       |     | Stadion: Het Heuveltje, Oldenzaal Toeschouwers: 1.000 |
|              |                |       |     |                                                       |

|              |     |       |               |                                                   |
| 4 maart 1962 | UVS | 0 – 0 | Helmondia '55 | Stadion: Kikkerpolder, Leiden Toeschouwers: 4.500 |
| 4 maart 1962 |     |       |               | Stadion: Kikkerpolder, Leiden Toeschouwers: 4.500 |
| 4 maart 1962 |     |       |               | Stadion: Kikkerpolder, Leiden Toeschouwers: 4.500 |
| 4 maart 1962 |     |       |               | Stadion: Kikkerpolder, Leiden Toeschouwers: 4.500 |
|              |     |       |               |                                                   |

|              |                      |       |                |                                                |
| 4 maart 1962 | Tubantia             | 1 – 1 | Zwartemeer     | Stadion: Veldwijk, Hengelo Toeschouwers: 3.000 |
| 4 maart 1962 | Frans Olde Riekerink |       | Gerald Lippold | Stadion: Veldwijk, Hengelo Toeschouwers: 3.000 |
| 4 maart 1962 |                      |       |                | Stadion: Veldwijk, Hengelo Toeschouwers: 3.000 |
| 4 maart 1962 |                      |       |                | Stadion: Veldwijk, Hengelo Toeschouwers: 3.000 |
|              |                      |       |                |                                                |

|              |       |                                          |     |                                                        |
| 4 maart 1962 | LONGA | 0 – 2                                    | EDO | Stadion: Aan de spoorbrug, Tilburg Toeschouwers: 2.500 |
| 4 maart 1962 |       | 37' Frits van de Putten 77' Ton Breeuwer |     | Stadion: Aan de spoorbrug, Tilburg Toeschouwers: 2.500 |
| 4 maart 1962 |       |                                          |     | Stadion: Aan de spoorbrug, Tilburg Toeschouwers: 2.500 |
| 4 maart 1962 |       |                                          |     | Stadion: Aan de spoorbrug, Tilburg Toeschouwers: 2.500 |
|              |       |                                          |     |                                                        |

|              |                     |       |                    |                                                  |
| 4 maart 1962 | Velox               | 1 – 1 | N.E.C.             | Stadion: Koningsweg, Utrecht Toeschouwers: 3.500 |
| 4 maart 1962 | Piet van Miltenburg |       | (pen) Toon Mijling | Stadion: Koningsweg, Utrecht Toeschouwers: 3.500 |
| 4 maart 1962 |                     |       |                    | Stadion: Koningsweg, Utrecht Toeschouwers: 3.500 |
| 4 maart 1962 |                     |       |                    | Stadion: Koningsweg, Utrecht Toeschouwers: 3.500 |
|              |                     |       |                    |                                                  |

|              |                                                        |       |                                                                                      |                                                     |
| 4 maart 1962 | PEC                                                    | 4 – 4 | Baronie                                                                              | Stadion: De Vrolijkheid, Zwolle Toeschouwers: 3.500 |
| 4 maart 1962 | Jan Brouwer 9', 39' Leo Koopman 40' Wannie Sterken 52' |       | 48' Joop van Ginneken 55' (pen) Henk van Ierssel 59' Henny Soffers 68' Hans de Jongh | Stadion: De Vrolijkheid, Zwolle Toeschouwers: 3.500 |
| 4 maart 1962 |                                                        |       |                                                                                      | Stadion: De Vrolijkheid, Zwolle Toeschouwers: 3.500 |
| 4 maart 1962 |                                                        |       |                                                                                      | Stadion: De Vrolijkheid, Zwolle Toeschouwers: 3.500 |
|              |                                                        |       |                                                                                      |                                                     |

## Speelronde 23
|               |                                    |       |                                                                        |                                                             |
| 11 maart 1962 | Zwolsche Boys                      | 2 – 4 | Tubantia                                                               | Stadion: Gemeentelijk Sportpark, Zwolle Toeschouwers: 3.000 |
| 11 maart 1962 | Henk Schols 45' Freek Schutten 79' |       | 48' Ton Dekker 56' Hennie ter Beek 74' Jacky Jurissen 76' Arnold Bosch | Stadion: Gemeentelijk Sportpark, Zwolle Toeschouwers: 3.000 |
| 11 maart 1962 |                                    |       |                                                                        | Stadion: Gemeentelijk Sportpark, Zwolle Toeschouwers: 3.000 |
| 11 maart 1962 |                                    |       |                                                                        | Stadion: Gemeentelijk Sportpark, Zwolle Toeschouwers: 3.000 |
|               |                                    |       |                                                                        |                                                             |

|               |     |       |       |                                                       |
| 11 maart 1962 | RCH | 0 – 0 | LONGA | Stadion: Sportparklaan, Heemstede Toeschouwers: 2.000 |
| 11 maart 1962 |     |       |       | Stadion: Sportparklaan, Heemstede Toeschouwers: 2.000 |
| 11 maart 1962 |     |       |       | Stadion: Sportparklaan, Heemstede Toeschouwers: 2.000 |
| 11 maart 1962 |     |       |       | Stadion: Sportparklaan, Heemstede Toeschouwers: 2.000 |
|               |     |       |       |                                                       |

|               |                         |       |                                         |                                                |
| 11 maart 1962 | Helmondia '55           | 2 – 2 | De Graafschap                           | Stadion: De Braak, Helmond Toeschouwers: 3.000 |
| 11 maart 1962 | Theo Spierings 30', 35' |       | 32' Wim van der Schuur 74' Joop Willems | Stadion: De Braak, Helmond Toeschouwers: 3.000 |
| 11 maart 1962 |                         |       |                                         | Stadion: De Braak, Helmond Toeschouwers: 3.000 |
| 11 maart 1962 |                         |       |                                         | Stadion: De Braak, Helmond Toeschouwers: 3.000 |
|               |                         |       |                                         |                                                |

|               |                         |       |                               |                                                            |
| 11 maart 1962 | Zwartemeer              | 1 – 2 | Velox                         | Stadion: Mr. Ovingstraat, Klazienaveen Toeschouwers: 2.500 |
| 11 maart 1962 | Tonny Roosken (pen) 70' |       | Frans Geurtsen Leen Morelisse | Stadion: Mr. Ovingstraat, Klazienaveen Toeschouwers: 2.500 |
| 11 maart 1962 |                         |       |                               | Stadion: Mr. Ovingstraat, Klazienaveen Toeschouwers: 2.500 |
| 11 maart 1962 |                         |       |                               | Stadion: Mr. Ovingstraat, Klazienaveen Toeschouwers: 2.500 |
|               |                         |       |                               |                                                            |

|               |                                                                       |       |     |                                                        |
| 11 maart 1962 | EDO                                                                   | 3 – 0 | PEC | Stadion: Noordersportpark, Haarlem Toeschouwers: 2.500 |
| 11 maart 1962 | Frits van der Putten 25' Robby (Doby) Peters 47' Ferry Kock (pen) 68' |       |     | Stadion: Noordersportpark, Haarlem Toeschouwers: 2.500 |
| 11 maart 1962 |                                                                       |       |     | Stadion: Noordersportpark, Haarlem Toeschouwers: 2.500 |
| 11 maart 1962 |                                                                       |       |     | Stadion: Noordersportpark, Haarlem Toeschouwers: 2.500 |
|               |                                                                       |       |     |                                                        |

|               |                       |       |                   |                                                       |
| 11 maart 1962 | N.E.C.                | 2 – 1 | Oldenzaal         | Stadion: Goffertstadion, Nijmegen Toeschouwers: 4.500 |
| 11 maart 1962 | Theo Slijkhuis –', –' |       | Bennie Stuvenfolt | Stadion: Goffertstadion, Nijmegen Toeschouwers: 4.500 |
| 11 maart 1962 |                       |       |                   | Stadion: Goffertstadion, Nijmegen Toeschouwers: 4.500 |
| 11 maart 1962 |                       |       |                   | Stadion: Goffertstadion, Nijmegen Toeschouwers: 4.500 |
|               |                       |       |                   |                                                       |

|               |                                                                   |       |                   |                                                   |
| 11 maart 1962 | Baronie                                                           | 4 – 1 | UVS               | Stadion: De Blauwe Kei, Breda Toeschouwers: 2.000 |
| 11 maart 1962 | Ad van Ierssel 10' Koos Sins 15' Joop van Ginneken Theo Bilok 75' |       | 4' Wim van Kampen | Stadion: De Blauwe Kei, Breda Toeschouwers: 2.000 |
| 11 maart 1962 |                                                                   |       |                   | Stadion: De Blauwe Kei, Breda Toeschouwers: 2.000 |
| 11 maart 1962 |                                                                   |       |                   | Stadion: De Blauwe Kei, Breda Toeschouwers: 2.000 |
|               |                                                                   |       |                   |                                                   |

## Speelronde 24
|               |                                                                            |       |                         |                                                  |
| 18 maart 1962 | Velox                                                                      | 4 – 1 | Zwolsche Boys           | Stadion: Koningsweg, Utrecht Toeschouwers: 2.000 |
| 18 maart 1962 | Leen Morelisse 9' Ben Aarts 57' Joop Klinkenberg 61' Hassie Achterberg 86' |       | 40' Karel van der Woude | Stadion: Koningsweg, Utrecht Toeschouwers: 2.000 |
| 18 maart 1962 |                                                                            |       |                         | Stadion: Koningsweg, Utrecht Toeschouwers: 2.000 |
| 18 maart 1962 |                                                                            |       |                         | Stadion: Koningsweg, Utrecht Toeschouwers: 2.000 |
|               |                                                                            |       |                         |                                                  |

|               |               |       |                                      |                                                     |
| 18 maart 1962 | PEC           | 1 – 3 | RCH                                  | Stadion: De Vrolijkheid, Zwolle Toeschouwers: 3.500 |
| 18 maart 1962 | John Abma 55' |       | 38', 64' Maup Kruijer 82' Bram Peper | Stadion: De Vrolijkheid, Zwolle Toeschouwers: 3.500 |
| 18 maart 1962 |               |       |                                      | Stadion: De Vrolijkheid, Zwolle Toeschouwers: 3.500 |
| 18 maart 1962 |               |       |                                      | Stadion: De Vrolijkheid, Zwolle Toeschouwers: 3.500 |
|               |               |       |                                      |                                                     |

|               |                       |       |            |                                                       |
| 18 maart 1962 | Oldenzaal             | 2 – 0 | Zwartemeer | Stadion: Het Heuveltje, Oldenzaal Toeschouwers: 1.500 |
| 18 maart 1962 | Henk Kalsbeek –', 56' |       |            | Stadion: Het Heuveltje, Oldenzaal Toeschouwers: 1.500 |
| 18 maart 1962 |                       |       |            | Stadion: Het Heuveltje, Oldenzaal Toeschouwers: 1.500 |
| 18 maart 1962 |                       |       |            | Stadion: Het Heuveltje, Oldenzaal Toeschouwers: 1.500 |
|               |                       |       |            |                                                       |

|               |     |                         |     |                                                   |
| 18 maart 1962 | UVS | 0 – 1                   | EDO | Stadion: Kikkerpolder, Leiden Toeschouwers: 2.000 |
| 18 maart 1962 |     | 35' Robby (Doby) Peters |     | Stadion: Kikkerpolder, Leiden Toeschouwers: 2.000 |
| 18 maart 1962 |     |                         |     | Stadion: Kikkerpolder, Leiden Toeschouwers: 2.000 |
| 18 maart 1962 |     |                         |     | Stadion: Kikkerpolder, Leiden Toeschouwers: 2.000 |
|               |     |                         |     |                                                   |

|               |                       |       |            |                                                        |
| 18 maart 1962 | De Graafschap         | 1 – 0 | Roda Sport | Stadion: De Vijverberg, Doetinchem Toeschouwers: 3.500 |
| 18 maart 1962 | Wim van de Schuur 24' |       |            | Stadion: De Vijverberg, Doetinchem Toeschouwers: 3.500 |
| 18 maart 1962 |                       |       |            | Stadion: De Vijverberg, Doetinchem Toeschouwers: 3.500 |
| 18 maart 1962 |                       |       |            | Stadion: De Vijverberg, Doetinchem Toeschouwers: 3.500 |
|               |                       |       |            |                                                        |

|               |                 |       |                     |                                                        |
| 18 maart 1962 | LONGA           | 1 – 1 | N.E.C.              | Stadion: Aan de spoorbrug, Tilburg Toeschouwers: 2.000 |
| 18 maart 1962 | Gerard Spanings |       | 10' Tini van Reeken | Stadion: Aan de spoorbrug, Tilburg Toeschouwers: 2.000 |
| 18 maart 1962 |                 |       |                     | Stadion: Aan de spoorbrug, Tilburg Toeschouwers: 2.000 |
| 18 maart 1962 |                 |       |                     | Stadion: Aan de spoorbrug, Tilburg Toeschouwers: 2.000 |
|               |                 |       |                     |                                                        |

|               |                |       |         |                                                |
| 18 maart 1962 | Helmondia '55  | 1 – 0 | Baronie | Stadion: De Braak, Helmond Toeschouwers: 3.500 |
| 18 maart 1962 | Paul Merkx 80' |       |         | Stadion: De Braak, Helmond Toeschouwers: 3.500 |
| 18 maart 1962 |                |       |         | Stadion: De Braak, Helmond Toeschouwers: 3.500 |
| 18 maart 1962 |                |       |         | Stadion: De Braak, Helmond Toeschouwers: 3.500 |
|               |                |       |         |                                                |

## Speelronde 25
|               |                                                                  |       |                                         |                                                         |
| 25 maart 1962 | Roda Sport                                                       | 5 – 2 | Tubantia                                | Stadion: Jonkerbergstraat, Kerkrade Toeschouwers: 1.500 |
| 25 maart 1962 | Sjef Rademacher 28' Lothar Logen –', 74', 76' Joseph Büttgen 54' |       | 27' Jacky Jurissen Frans Olde Riekerink | Stadion: Jonkerbergstraat, Kerkrade Toeschouwers: 1.500 |
| 25 maart 1962 |                                                                  |       |                                         | Stadion: Jonkerbergstraat, Kerkrade Toeschouwers: 1.500 |
| 25 maart 1962 |                                                                  |       |                                         | Stadion: Jonkerbergstraat, Kerkrade Toeschouwers: 1.500 |
|               |                                                                  |       |                                         |                                                         |

|               |                                                                                                  |       |                                         |                                                       |
| 25 maart 1962 | N.E.C.                                                                                           | 7 – 2 | PEC                                     | Stadion: Goffertstadion, Nijmegen Toeschouwers: 6.000 |
| 25 maart 1962 | Toon Mijling 10' Appie Meeuwissen 21', 38', 60', –' Theo Slijkhuis (pen) 83' Gerard Koopman (pen |       | 17' Wannie Sterken (pen) Jan Westerbeek | Stadion: Goffertstadion, Nijmegen Toeschouwers: 6.000 |
| 25 maart 1962 |                                                                                                  |       |                                         | Stadion: Goffertstadion, Nijmegen Toeschouwers: 6.000 |
| 25 maart 1962 |                                                                                                  |       |                                         | Stadion: Goffertstadion, Nijmegen Toeschouwers: 6.000 |
|               |                                                                                                  |       |                                         |                                                       |

|               |                                         |       |               |                                                   |
| 25 maart 1962 | Baronie                                 | 2 – 0 | De Graafschap | Stadion: De Blauwe Kei, Breda Toeschouwers: 3.000 |
| 25 maart 1962 | Joop van Ginneken 51' Hans de Jongh 72' |       |               | Stadion: De Blauwe Kei, Breda Toeschouwers: 3.000 |
| 25 maart 1962 |                                         |       |               | Stadion: De Blauwe Kei, Breda Toeschouwers: 3.000 |
| 25 maart 1962 |                                         |       |               | Stadion: De Blauwe Kei, Breda Toeschouwers: 3.000 |
|               |                                         |       |               |                                                   |

|               |                 |       |           |                                                             |
| 25 maart 1962 | Zwolsche Boys   | 1 – 0 | Oldenzaal | Stadion: Gemeentelijk Sportpark, Zwolle Toeschouwers: 2.000 |
| 25 maart 1962 | Henk Schols 83' |       |           | Stadion: Gemeentelijk Sportpark, Zwolle Toeschouwers: 2.000 |
| 25 maart 1962 |                 |       |           | Stadion: Gemeentelijk Sportpark, Zwolle Toeschouwers: 2.000 |
| 25 maart 1962 |                 |       |           | Stadion: Gemeentelijk Sportpark, Zwolle Toeschouwers: 2.000 |
|               |                 |       |           |                                                             |

|               |                |       |     |                                                       |
| 25 maart 1962 | RCH            | 1 – 0 | UVS | Stadion: Sportparklaan, Heemstede Toeschouwers: 3.500 |
| 25 maart 1962 | Bram Peper 30' |       |     | Stadion: Sportparklaan, Heemstede Toeschouwers: 3.500 |
| 25 maart 1962 |                |       |     | Stadion: Sportparklaan, Heemstede Toeschouwers: 3.500 |
| 25 maart 1962 |                |       |     | Stadion: Sportparklaan, Heemstede Toeschouwers: 3.500 |
|               |                |       |     |                                                       |

|               |                                     |       |            |                                                            |
| 25 maart 1962 | Zwartemeer                          | 2 – 1 | LONGA      | Stadion: Mr. Ovingstraat, Klazienaveen Toeschouwers: 2.500 |
| 25 maart 1962 | Willy Hoogenberg 15' Gerald Lippold |       | Jan Meijer | Stadion: Mr. Ovingstraat, Klazienaveen Toeschouwers: 2.500 |
| 25 maart 1962 |                                     |       |            | Stadion: Mr. Ovingstraat, Klazienaveen Toeschouwers: 2.500 |
| 25 maart 1962 |                                     |       |            | Stadion: Mr. Ovingstraat, Klazienaveen Toeschouwers: 2.500 |
|               |                                     |       |            |                                                            |

|               |     |       |               |                                                        |
| 25 maart 1962 | EDO | 0 – 0 | Helmondia '55 | Stadion: Noordersportpark, Haarlem Toeschouwers: 2.500 |
| 25 maart 1962 |     |       |               | Stadion: Noordersportpark, Haarlem Toeschouwers: 2.500 |
| 25 maart 1962 |     |       |               | Stadion: Noordersportpark, Haarlem Toeschouwers: 2.500 |
| 25 maart 1962 |     |       |               | Stadion: Noordersportpark, Haarlem Toeschouwers: 2.500 |
|               |     |       |               |                                                        |

## Speelronde 26
|              |       |                                          |               |                                                      |
| 8 april 1962 | LONGA | 0 – 2                                    | Zwolsche Boys | Stadion: Aan de spoorbrug, Tilburg Toeschouwers: 600 |
| 8 april 1962 |       | 7' Rein van Veen 15' Karel van der Woude |               | Stadion: Aan de spoorbrug, Tilburg Toeschouwers: 600 |
| 8 april 1962 |       |                                          |               | Stadion: Aan de spoorbrug, Tilburg Toeschouwers: 600 |
| 8 april 1962 |       |                                          |               | Stadion: Aan de spoorbrug, Tilburg Toeschouwers: 600 |
|              |       |                                          |               |                                                      |

|              |                 |       |                                       |                                                     |
| 8 april 1962 | PEC             | 1 – 3 | Zwartemeer                            | Stadion: De Vrolijkheid, Zwolle Toeschouwers: 2.000 |
| 8 april 1962 | Leo Koopman 87' |       | 8', 59' Jan Smit 37' Willy Hoogenberg | Stadion: De Vrolijkheid, Zwolle Toeschouwers: 2.000 |
| 8 april 1962 |                 |       |                                       | Stadion: De Vrolijkheid, Zwolle Toeschouwers: 2.000 |
| 8 april 1962 |                 |       |                                       | Stadion: De Vrolijkheid, Zwolle Toeschouwers: 2.000 |
|              |                 |       |                                       |                                                     |

|              |                                                               |       |                                   |                                                  |
| 8 april 1962 | Velox                                                         | 5 – 2 | Roda Sport                        | Stadion: Koningsweg, Utrecht Toeschouwers: 4.500 |
| 8 april 1962 | Leen Morelisse 24', 34' Ben Aarts 32' Frans Geurtsen 45', 60' |       | 8' Gerard Hoenen 52' Lothar Logen | Stadion: Koningsweg, Utrecht Toeschouwers: 4.500 |
| 8 april 1962 |                                                               |       |                                   | Stadion: Koningsweg, Utrecht Toeschouwers: 4.500 |
| 8 april 1962 |                                                               |       |                                   | Stadion: Koningsweg, Utrecht Toeschouwers: 4.500 |
|              |                                                               |       |                                   |                                                  |

|              |                                                                   |       |                                       |                                                   |
| 8 april 1962 | UVS                                                               | 3 – 2 | N.E.C.                                | Stadion: Kikkerpolder, Leiden Toeschouwers: 2.000 |
| 8 april 1962 | Wim van Kampen (pen) 20' Jan Kluivers 42' Toon Mijling (e.d.) 68' |       | 13' Jan van Boxtel 49' Theo Slijkhuis | Stadion: Kikkerpolder, Leiden Toeschouwers: 2.000 |
| 8 april 1962 |                                                                   |       |                                       | Stadion: Kikkerpolder, Leiden Toeschouwers: 2.000 |
| 8 april 1962 |                                                                   |       |                                       | Stadion: Kikkerpolder, Leiden Toeschouwers: 2.000 |
|              |                                                                   |       |                                       |                                                   |

|               |                                        |       |                             |                                                   |
| 15 april 1962 | Baronie                                | 2 – 2 | EDO                         | Stadion: De Blauwe Kei, Breda Toeschouwers: 2.000 |
| 15 april 1962 | Chris Berends (e.d.) Henny Soffers 59' |       | 24' Ton Breeuwer Ferry Kock | Stadion: De Blauwe Kei, Breda Toeschouwers: 2.000 |
| 15 april 1962 |                                        |       |                             | Stadion: De Blauwe Kei, Breda Toeschouwers: 2.000 |
| 15 april 1962 |                                        |       |                             | Stadion: De Blauwe Kei, Breda Toeschouwers: 2.000 |
|               |                                        |       |                             |                                                   |

|             |               |                       |          |                                                        |
| 13 mei 1962 | De Graafschap | 0 – 2                 | Tubantia | Stadion: De Vijverberg, Doetinchem Toeschouwers: 3.500 |
| 13 mei 1962 |               | –', 80' Jan Ruinemans |          | Stadion: De Vijverberg, Doetinchem Toeschouwers: 3.500 |
| 13 mei 1962 |               |                       |          | Stadion: De Vijverberg, Doetinchem Toeschouwers: 3.500 |
| 13 mei 1962 |               |                       |          | Stadion: De Vijverberg, Doetinchem Toeschouwers: 3.500 |
|             |               |                       |          |                                                        |

|             |                                                      |       |                    |                                                                      |
| 20 mei 1962 | Helmondia '55                                        | 3 – 1 | RCH                | Stadion: De Braak, Helmond Toeschouwers: 1.200 Scheidsrechter: Snoek |
| 20 mei 1962 | Coen Dillen Johnny van Deursen Gerard van de Kerkhof |       | 5' Paul van Egmond | Stadion: De Braak, Helmond Toeschouwers: 1.200 Scheidsrechter: Snoek |
| 20 mei 1962 |                                                      |       |                    | Stadion: De Braak, Helmond Toeschouwers: 1.200 Scheidsrechter: Snoek |
| 20 mei 1962 |                                                      |       |                    | Stadion: De Braak, Helmond Toeschouwers: 1.200 Scheidsrechter: Snoek |
|             |                                                      |       |                    |                                                                      |

## Speelronde 27
|               |                                                                        |       |                       |                                                         |
| 15 april 1962 | Roda Sport                                                             | 4 – 1 | Oldenzaal             | Stadion: Jonkerbergstraat, Kerkrade Toeschouwers: 1.000 |
| 15 april 1962 | Gerard Hoenen Hens Fischer 45' Sjef Rademacher 48' André Dovermann 62' |       | 30' Bennie Stuvenfolt | Stadion: Jonkerbergstraat, Kerkrade Toeschouwers: 1.000 |
| 15 april 1962 |                                                                        |       |                       | Stadion: Jonkerbergstraat, Kerkrade Toeschouwers: 1.000 |
| 15 april 1962 |                                                                        |       |                       | Stadion: Jonkerbergstraat, Kerkrade Toeschouwers: 1.000 |
|               |                                                                        |       |                       |                                                         |

|               |                                                   |       |               |                                                       |
| 15 april 1962 | N.E.C.                                            | 5 – 0 | Helmondia '55 | Stadion: Goffertstadion, Nijmegen Toeschouwers: 4.000 |
| 15 april 1962 | Wim Elbers Jan van Boxtel –', –', –' Toon Mijling |       |               | Stadion: Goffertstadion, Nijmegen Toeschouwers: 4.000 |
| 15 april 1962 |                                                   |       |               | Stadion: Goffertstadion, Nijmegen Toeschouwers: 4.000 |
| 15 april 1962 |                                                   |       |               | Stadion: Goffertstadion, Nijmegen Toeschouwers: 4.000 |
|               |                                                   |       |               |                                                       |

|               |                                           |       |     |                                                             |
| 15 april 1962 | Zwolsche Boys                             | 2 – 0 | PEC | Stadion: Gemeentelijk Sportpark, Zwolle Toeschouwers: 5.000 |
| 15 april 1962 | Rein van Veen 18' Karel van der Woude 81' |       |     | Stadion: Gemeentelijk Sportpark, Zwolle Toeschouwers: 5.000 |
| 15 april 1962 |                                           |       |     | Stadion: Gemeentelijk Sportpark, Zwolle Toeschouwers: 5.000 |
| 15 april 1962 |                                           |       |     | Stadion: Gemeentelijk Sportpark, Zwolle Toeschouwers: 5.000 |
|               |                                           |       |     |                                                             |

|               |                                             |       |                        |                                                |
| 15 april 1962 | Tubantia                                    | 3 – 1 | Velox                  | Stadion: Veldwijk, Hengelo Toeschouwers: 3.500 |
| 15 april 1962 | Frans Olde Riekerink 5', 83' Klaas Snip 65' |       | 90' (pen) Teus Huygens | Stadion: Veldwijk, Hengelo Toeschouwers: 3.500 |
| 15 april 1962 |                                             |       |                        | Stadion: Veldwijk, Hengelo Toeschouwers: 3.500 |
| 15 april 1962 |                                             |       |                        | Stadion: Veldwijk, Hengelo Toeschouwers: 3.500 |
|               |                                             |       |                        |                                                |

|               |              |       |     |                                                            |
| 15 april 1962 | Zwartemeer   | 1 – 0 | UVS | Stadion: Mr. Ovingstraat, Klazienaveen Toeschouwers: 1.500 |
| 15 april 1962 | Jan Smit 70' |       |     | Stadion: Mr. Ovingstraat, Klazienaveen Toeschouwers: 1.500 |
| 15 april 1962 |              |       |     | Stadion: Mr. Ovingstraat, Klazienaveen Toeschouwers: 1.500 |
| 15 april 1962 |              |       |     | Stadion: Mr. Ovingstraat, Klazienaveen Toeschouwers: 1.500 |
|               |              |       |     |                                                            |

|               |     |            |         |                                                       |
| 23 april 1962 | RCH | 0 – 1      | Baronie | Stadion: Sportparklaan, Heemstede Toeschouwers: 4.500 |
| 23 april 1962 |     | 85' Ad Kop |         | Stadion: Sportparklaan, Heemstede Toeschouwers: 4.500 |
| 23 april 1962 |     |            |         | Stadion: Sportparklaan, Heemstede Toeschouwers: 4.500 |
| 23 april 1962 |     |            |         | Stadion: Sportparklaan, Heemstede Toeschouwers: 4.500 |
|               |     |            |         |                                                       |

|               |     |       |               |                                                        |
| 23 april 1962 | EDO | 0 – 0 | De Graafschap | Stadion: Noordersportpark, Haarlem Toeschouwers: 1.800 |
| 23 april 1962 |     |       |               | Stadion: Noordersportpark, Haarlem Toeschouwers: 1.800 |
| 23 april 1962 |     |       |               | Stadion: Noordersportpark, Haarlem Toeschouwers: 1.800 |
| 23 april 1962 |     |       |               | Stadion: Noordersportpark, Haarlem Toeschouwers: 1.800 |
|               |     |       |               |                                                        |

## Speelronde 28
|            |                      |       |                                                          |                                                       |
| 6 mei 1962 | Oldenzaal            | 1 – 3 | Tubantia                                                 | Stadion: Het Heuveltje, Oldenzaal Toeschouwers: 3.000 |
| 6 mei 1962 | Bennie Stuvenfolt 3' |       | Jan Ruinemans 62' Hennie ter Beek 72' Jan Olde Riekerink | Stadion: Het Heuveltje, Oldenzaal Toeschouwers: 3.000 |
| 6 mei 1962 |                      |       |                                                          | Stadion: Het Heuveltje, Oldenzaal Toeschouwers: 3.000 |
| 6 mei 1962 |                      |       |                                                          | Stadion: Het Heuveltje, Oldenzaal Toeschouwers: 3.000 |
|            |                      |       |                                                          |                                                       |

|            |                                   |       |            |                                                |
| 6 mei 1962 | Helmondia '55                     | 3 – 1 | Zwartemeer | Stadion: De Braak, Helmond Toeschouwers: 1.500 |
| 6 mei 1962 | Theo Spierings Coen Dillen -', -' |       | Jan Smit   | Stadion: De Braak, Helmond Toeschouwers: 1.500 |
| 6 mei 1962 |                                   |       |            | Stadion: De Braak, Helmond Toeschouwers: 1.500 |
| 6 mei 1962 |                                   |       |            | Stadion: De Braak, Helmond Toeschouwers: 1.500 |
|            |                                   |       |            |                                                |

|            |                    |       |                  |                                                        |
| 6 mei 1962 | LONGA              | 1 – 1 | Roda Sport       | Stadion: Aan de spoorbrug, Tilburg Toeschouwers: 1.000 |
| 6 mei 1962 | Louis de Zwart 44' |       | 41' Lothar Logen | Stadion: Aan de spoorbrug, Tilburg Toeschouwers: 1.000 |
| 6 mei 1962 |                    |       |                  | Stadion: Aan de spoorbrug, Tilburg Toeschouwers: 1.000 |
| 6 mei 1962 |                    |       |                  | Stadion: Aan de spoorbrug, Tilburg Toeschouwers: 1.000 |
|            |                    |       |                  |                                                        |

|            |                                    |       |                                                       |                                                   |
| 6 mei 1962 | Baronie                            | 3 – 4 | N.E.C.                                                | Stadion: De Blauwe Kei, Breda Toeschouwers: 2.000 |
| 6 mei 1962 | Ad van Ierssel 22', 30' Ad Kop 35' |       | 8', 43', 64' Tini van Reeken 55' (pen) Theo Slijkhuis | Stadion: De Blauwe Kei, Breda Toeschouwers: 2.000 |
| 6 mei 1962 |                                    |       |                                                       | Stadion: De Blauwe Kei, Breda Toeschouwers: 2.000 |
| 6 mei 1962 |                                    |       |                                                       | Stadion: De Blauwe Kei, Breda Toeschouwers: 2.000 |
|            |                                    |       |                                                       |                                                   |

|            |               |                                        |       |                                                        |
| 6 mei 1962 | De Graafschap | 0 – 3                                  | Velox | Stadion: De Vijverberg, Doetinchem Toeschouwers: 4.500 |
| 6 mei 1962 |               | 9', –' Leen Morelisse Dick Uittenbosch |       | Stadion: De Vijverberg, Doetinchem Toeschouwers: 4.500 |
| 6 mei 1962 |               |                                        |       | Stadion: De Vijverberg, Doetinchem Toeschouwers: 4.500 |
| 6 mei 1962 |               |                                        |       | Stadion: De Vijverberg, Doetinchem Toeschouwers: 4.500 |
|            |               |                                        |       |                                                        |

|            |                   |       |                                            |                                                   |
| 6 mei 1962 | UVS               | 1 – 2 | Zwolsche Boys                              | Stadion: Kikkerpolder, Leiden Toeschouwers: 2.000 |
| 6 mei 1962 | Freek Filippo 60' |       | 65' (pen) Freek Schutten 88' Rein van Veen | Stadion: Kikkerpolder, Leiden Toeschouwers: 2.000 |
| 6 mei 1962 |                   |       |                                            | Stadion: Kikkerpolder, Leiden Toeschouwers: 2.000 |
| 6 mei 1962 |                   |       |                                            | Stadion: Kikkerpolder, Leiden Toeschouwers: 2.000 |
|            |                   |       |                                            |                                                   |

|            |                                                                 |       |                |                                                        |
| 6 mei 1962 | EDO                                                             | 4 – 1 | RCH            | Stadion: Noordersportpark, Haarlem Toeschouwers: 4.500 |
| 6 mei 1962 | H. van Beekum 53' Henk Leonardt 57' Robby (Doby) Peters 60', –' |       | 18' Jan Honout | Stadion: Noordersportpark, Haarlem Toeschouwers: 4.500 |
| 6 mei 1962 |                                                                 |       |                | Stadion: Noordersportpark, Haarlem Toeschouwers: 4.500 |
| 6 mei 1962 |                                                                 |       |                | Stadion: Noordersportpark, Haarlem Toeschouwers: 4.500 |
|            |                                                                 |       |                |                                                        |

## Speelronde 29
|               |                       |       |     |                                                        |
| 15 april 1962 | De Graafschap         | 2 – 0 | RCH | Stadion: De Vijverberg, Doetinchem Toeschouwers: 2.000 |
| 15 april 1962 | Joop Willems Jan Roes |       |     | Stadion: De Vijverberg, Doetinchem Toeschouwers: 2.000 |
| 15 april 1962 |                       |       |     | Stadion: De Vijverberg, Doetinchem Toeschouwers: 2.000 |
| 15 april 1962 |                       |       |     | Stadion: De Vijverberg, Doetinchem Toeschouwers: 2.000 |
|               |                       |       |     |                                                        |

|               |                                       |       |                                |                                                |
| 23 april 1962 | Tubantia                              | 2 – 2 | LONGA                          | Stadion: Veldwijk, Hengelo Toeschouwers: 3.000 |
| 23 april 1962 | Jan Ruinemans 25' Hennie ter Beek 55' |       | 8' Jef Maas 12' Louis de Zwart | Stadion: Veldwijk, Hengelo Toeschouwers: 3.000 |
| 23 april 1962 |                                       |       |                                | Stadion: Veldwijk, Hengelo Toeschouwers: 3.000 |
| 23 april 1962 |                                       |       |                                | Stadion: Veldwijk, Hengelo Toeschouwers: 3.000 |
|               |                                       |       |                                |                                                |

|             |                                                                           |       |                |                                                       |
| 13 mei 1962 | Roda Sport                                                                | 5 – 1 | PEC            | Stadion: Jonkerbergstraat, Kerkrade Toeschouwers: 800 |
| 13 mei 1962 | Joseph Büttgen 26' Hens Fischer 36', 51' Lothar Logen 50' Piet Giesen 82' |       | 3' Leo Koopman | Stadion: Jonkerbergstraat, Kerkrade Toeschouwers: 800 |
| 13 mei 1962 |                                                                           |       |                | Stadion: Jonkerbergstraat, Kerkrade Toeschouwers: 800 |
| 13 mei 1962 |                                                                           |       |                | Stadion: Jonkerbergstraat, Kerkrade Toeschouwers: 800 |
|             |                                                                           |       |                |                                                       |

|             |                                                               |       |     |                                                       |
| 13 mei 1962 | N.E.C.                                                        | 4 – 0 | EDO | Stadion: Goffertstadion, Nijmegen Toeschouwers: 8.000 |
| 13 mei 1962 | Jan van Boxtel Toon Mijling (pen) Theo Slijkhuis Cor Smulders |       |     | Stadion: Goffertstadion, Nijmegen Toeschouwers: 8.000 |
| 13 mei 1962 |                                                               |       |     | Stadion: Goffertstadion, Nijmegen Toeschouwers: 8.000 |
| 13 mei 1962 |                                                               |       |     | Stadion: Goffertstadion, Nijmegen Toeschouwers: 8.000 |
|             |                                                               |       |     |                                                       |

|             |       |       |           |                                                   |
| 13 mei 1962 | Velox | 0 – 0 | Oldenzaal | Stadion: Koningsweg, Utrecht Toeschouwers: 10.000 |
| 13 mei 1962 |       |       |           | Stadion: Koningsweg, Utrecht Toeschouwers: 10.000 |
| 13 mei 1962 |       |       |           | Stadion: Koningsweg, Utrecht Toeschouwers: 10.000 |
| 13 mei 1962 |       |       |           | Stadion: Koningsweg, Utrecht Toeschouwers: 10.000 |
|             |       |       |           |                                                   |

|             |                                                                        |       |               |                                                             |
| 13 mei 1962 | Zwolsche Boys                                                          | 5 – 0 | Helmondia '55 | Stadion: Gemeentelijk Sportpark, Zwolle Toeschouwers: 2.000 |
| 13 mei 1962 | Ernst Söllner 7', 63', 90' Karel van der Woude 65' Herman Lafaille 80' |       |               | Stadion: Gemeentelijk Sportpark, Zwolle Toeschouwers: 2.000 |
| 13 mei 1962 |                                                                        |       |               | Stadion: Gemeentelijk Sportpark, Zwolle Toeschouwers: 2.000 |
| 13 mei 1962 |                                                                        |       |               | Stadion: Gemeentelijk Sportpark, Zwolle Toeschouwers: 2.000 |
|             |                                                                        |       |               |                                                             |

|             |                    |       |         |                                                            |
| 13 mei 1962 | Zwartemeer         | 1 – 0 | Baronie | Stadion: Mr. Ovingstraat, Klazienaveen Toeschouwers: 3.800 |
| 13 mei 1962 | Gerald Lippold 12' |       |         | Stadion: Mr. Ovingstraat, Klazienaveen Toeschouwers: 3.800 |
| 13 mei 1962 |                    |       |         | Stadion: Mr. Ovingstraat, Klazienaveen Toeschouwers: 3.800 |
| 13 mei 1962 |                    |       |         | Stadion: Mr. Ovingstraat, Klazienaveen Toeschouwers: 3.800 |
|             |                    |       |         |                                                            |

## Speelronde 30
|               |                         |       |                             |                                                       |
| 29 april 1962 | Oldenzaal               | 1 – 1 | De Graafschap               | Stadion: Het Heuveltje, Oldenzaal Toeschouwers: 2.000 |
| 29 april 1962 | Peter Hoomans (pen) 87' |       | 75' (pen) Wim van de Schuur | Stadion: Het Heuveltje, Oldenzaal Toeschouwers: 2.000 |
| 29 april 1962 |                         |       |                             | Stadion: Het Heuveltje, Oldenzaal Toeschouwers: 2.000 |
| 29 april 1962 |                         |       |                             | Stadion: Het Heuveltje, Oldenzaal Toeschouwers: 2.000 |
|               |                         |       |                             |                                                       |

|               |                    |       |        |                                                       |
| 29 april 1962 | RCH                | 1 – 0 | N.E.C. | Stadion: Sportparklaan, Heemstede Toeschouwers: 1.500 |
| 29 april 1962 | László Nánai (pen) |       |        | Stadion: Sportparklaan, Heemstede Toeschouwers: 1.500 |
| 29 april 1962 |                    |       |        | Stadion: Sportparklaan, Heemstede Toeschouwers: 1.500 |
| 29 april 1962 |                    |       |        | Stadion: Sportparklaan, Heemstede Toeschouwers: 1.500 |
|               |                    |       |        |                                                       |

|               |                                                                                         |       |                                |                                                     |
| 29 april 1962 | PEC                                                                                     | 5 – 1 | Tubantia                       | Stadion: De Vrolijkheid, Zwolle Toeschouwers: 2.500 |
| 29 april 1962 | Dick van Ekeren 1' Ludwig Mans 13' Wannie Sterken 53' Leo Koopman 72' Adri Jansen (pen) |       | 65' (pen) Frans Olde Riekerink | Stadion: De Vrolijkheid, Zwolle Toeschouwers: 2.500 |
| 29 april 1962 |                                                                                         |       |                                | Stadion: De Vrolijkheid, Zwolle Toeschouwers: 2.500 |
| 29 april 1962 |                                                                                         |       |                                | Stadion: De Vrolijkheid, Zwolle Toeschouwers: 2.500 |
|               |                                                                                         |       |                                |                                                     |

|             |                      |       |                                  |                                                                           |
| 20 mei 1962 | UVS                  | 1 – 2 | Roda Sport                       | Stadion: Kikkerpolder, Leiden Toeschouwers: 1.000 Scheidsrechter: Hermans |
| 20 mei 1962 | Koos van Weerlee 75' |       | 5' Joseph Büttgen 6' Piet Giesen | Stadion: Kikkerpolder, Leiden Toeschouwers: 1.000 Scheidsrechter: Hermans |
| 20 mei 1962 |                      |       |                                  | Stadion: Kikkerpolder, Leiden Toeschouwers: 1.000 Scheidsrechter: Hermans |
| 20 mei 1962 |                      |       |                                  | Stadion: Kikkerpolder, Leiden Toeschouwers: 1.000 Scheidsrechter: Hermans |
|             |                      |       |                                  |                                                                           |

|             |                                |       |                                      |                                                                                  |
| 20 mei 1962 | LONGA                          | 3 – 2 | Velox                                | Stadion: Aan de spoorbrug, Tilburg Toeschouwers: 800 Scheidsrechter: Nieuwenhoff |
| 20 mei 1962 | Jef Maas 23', 67' Leo Snijders |       | Frans Geurtsen 54' Hassie Achterberg | Stadion: Aan de spoorbrug, Tilburg Toeschouwers: 800 Scheidsrechter: Nieuwenhoff |
| 20 mei 1962 |                                |       |                                      | Stadion: Aan de spoorbrug, Tilburg Toeschouwers: 800 Scheidsrechter: Nieuwenhoff |
| 20 mei 1962 |                                |       |                                      | Stadion: Aan de spoorbrug, Tilburg Toeschouwers: 800 Scheidsrechter: Nieuwenhoff |
|             |                                |       |                                      |                                                                                  |

|             |                                                      |       |                                                                        |                                                                          |
| 20 mei 1962 | Baronie                                              | 3 – 5 | Zwolsche Boys                                                          | Stadion: De Blauwe Kei, Breda Toeschouwers: 1.000 Scheidsrechter: Regtop |
| 20 mei 1962 | Kees Groeneveld 19' Joop van Ginneken 43' Ad Kop 84' |       | 30', 50' Freek Schutten 36', 86' Karel van der Woude 68' Rein van Veen | Stadion: De Blauwe Kei, Breda Toeschouwers: 1.000 Scheidsrechter: Regtop |
| 20 mei 1962 |                                                      |       |                                                                        | Stadion: De Blauwe Kei, Breda Toeschouwers: 1.000 Scheidsrechter: Regtop |
| 20 mei 1962 |                                                      |       |                                                                        | Stadion: De Blauwe Kei, Breda Toeschouwers: 1.000 Scheidsrechter: Regtop |
|             |                                                      |       |                                                                        |                                                                          |

|             |     |       |            |                                                                                         |
| 20 mei 1962 | EDO | 0 – 0 | Zwartemeer | Stadion: Noordersportpark, Haarlem Toeschouwers: 1.300 Scheidsrechter: Van der Schilden |
| 20 mei 1962 |     |       |            | Stadion: Noordersportpark, Haarlem Toeschouwers: 1.300 Scheidsrechter: Van der Schilden |
| 20 mei 1962 |     |       |            | Stadion: Noordersportpark, Haarlem Toeschouwers: 1.300 Scheidsrechter: Van der Schilden |
| 20 mei 1962 |     |       |            | Stadion: Noordersportpark, Haarlem Toeschouwers: 1.300 Scheidsrechter: Van der Schilden |
|             |     |       |            |                                                                                         |

## Voetnoten
Baronie · EDO · De Graafschap · Helmondia '55 · LONGA · N.E.C. · Oldenzaal · PEC · RCH · Roda Sport · Tubantia · UVS · Velox · Zwartemeer · Zwolsche Boys